# Україна на літніх Олімпійських іграх 2012
Україна брала участь у літніх Олімпійських іграх 2012, що проходили у Лондоні, Сполучене Королівство Великої Британії та Північної Ірландії з 27 липня по 12 серпня 2012 року. На цій олімпіаді 1 серпня золотою медаллю жіночої четвірки парної з академічного веслування було подолано рубіж у 30 золотих медалей і 100 загалом за весь час участі України в літніх Олімпійських іграх.

## Медалісти

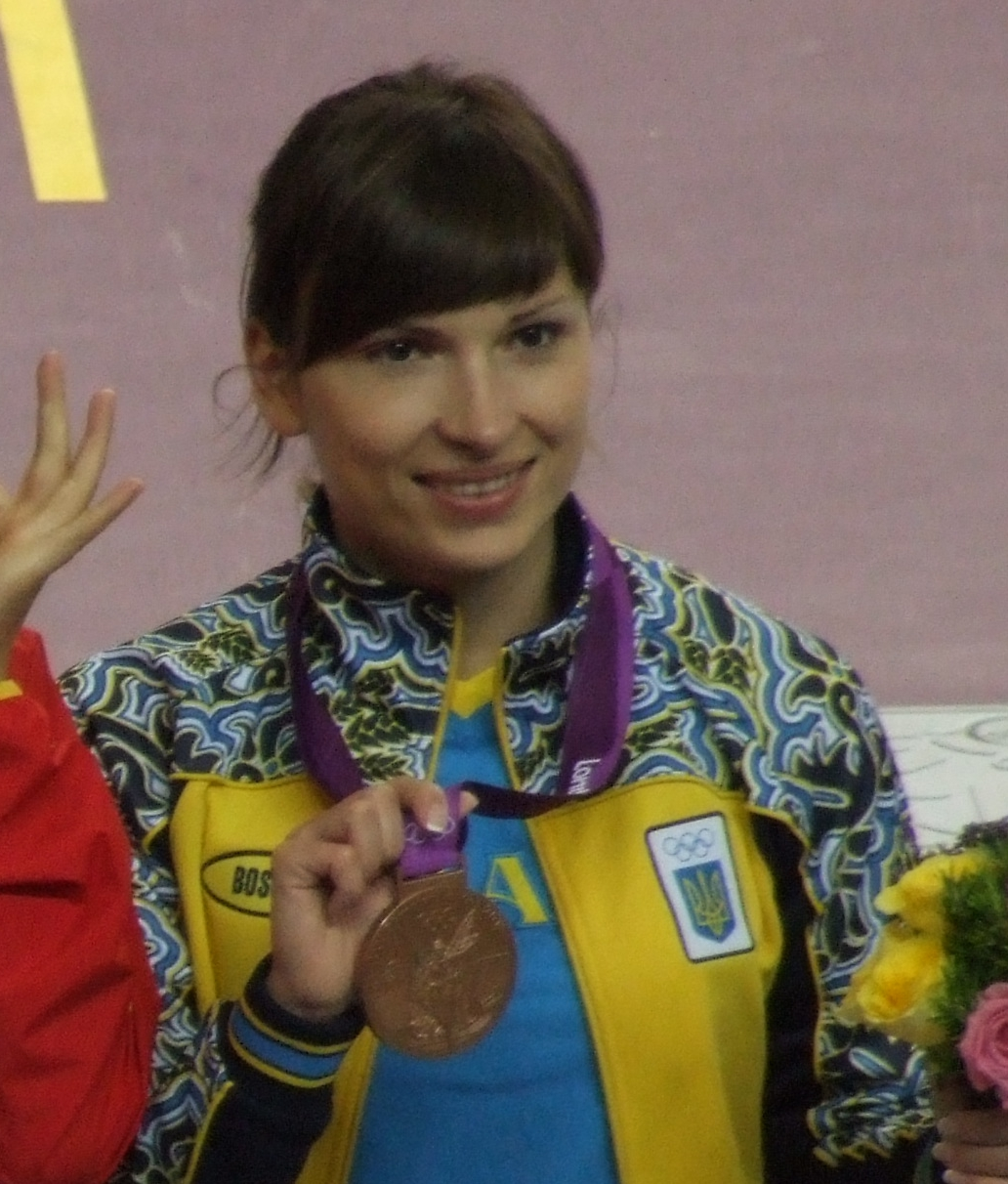
Першу олімпійську медаль в Лондоні для України здобула Олена Костевич.

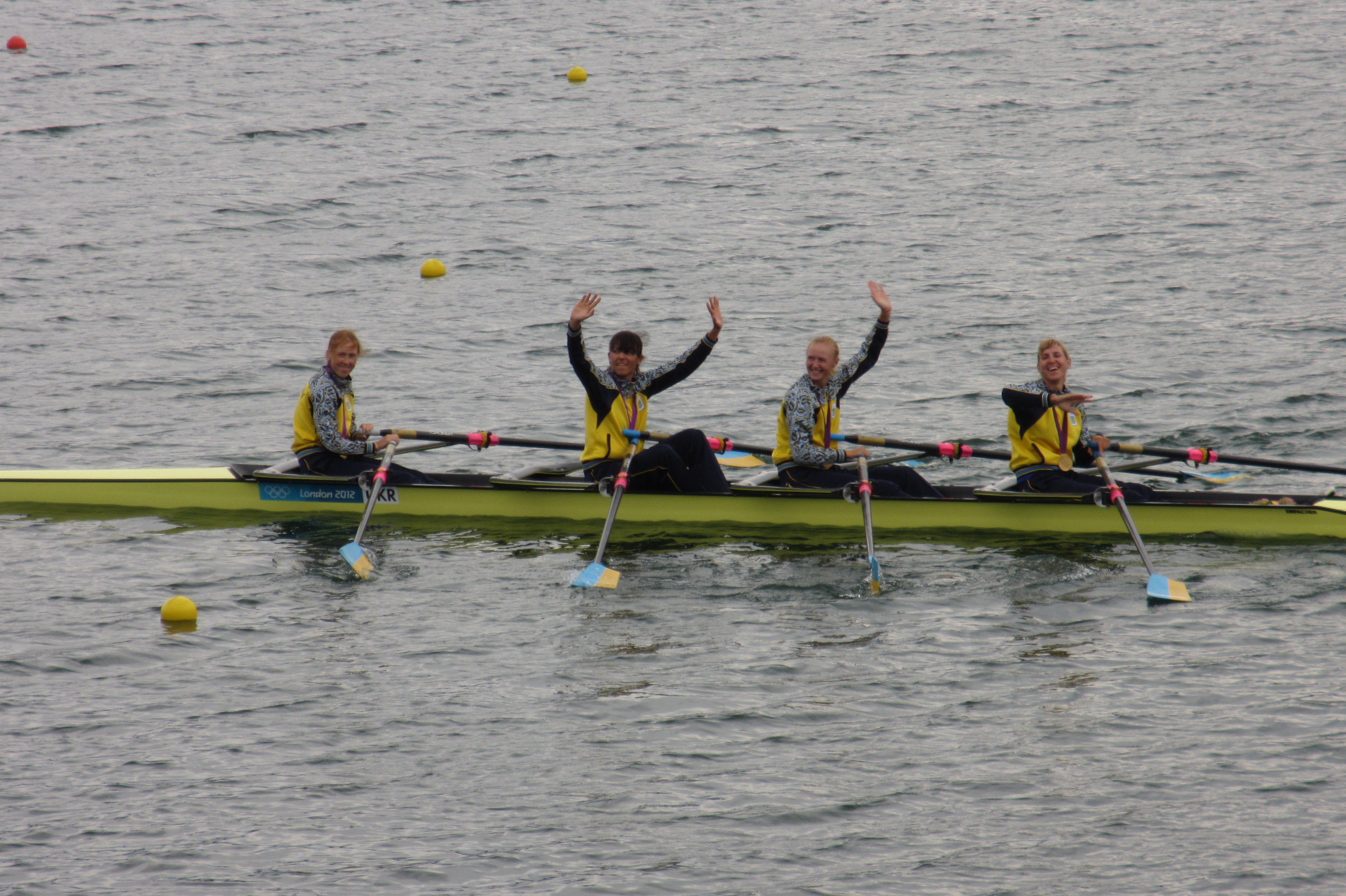
«Золота» четвірка веслувальниць.

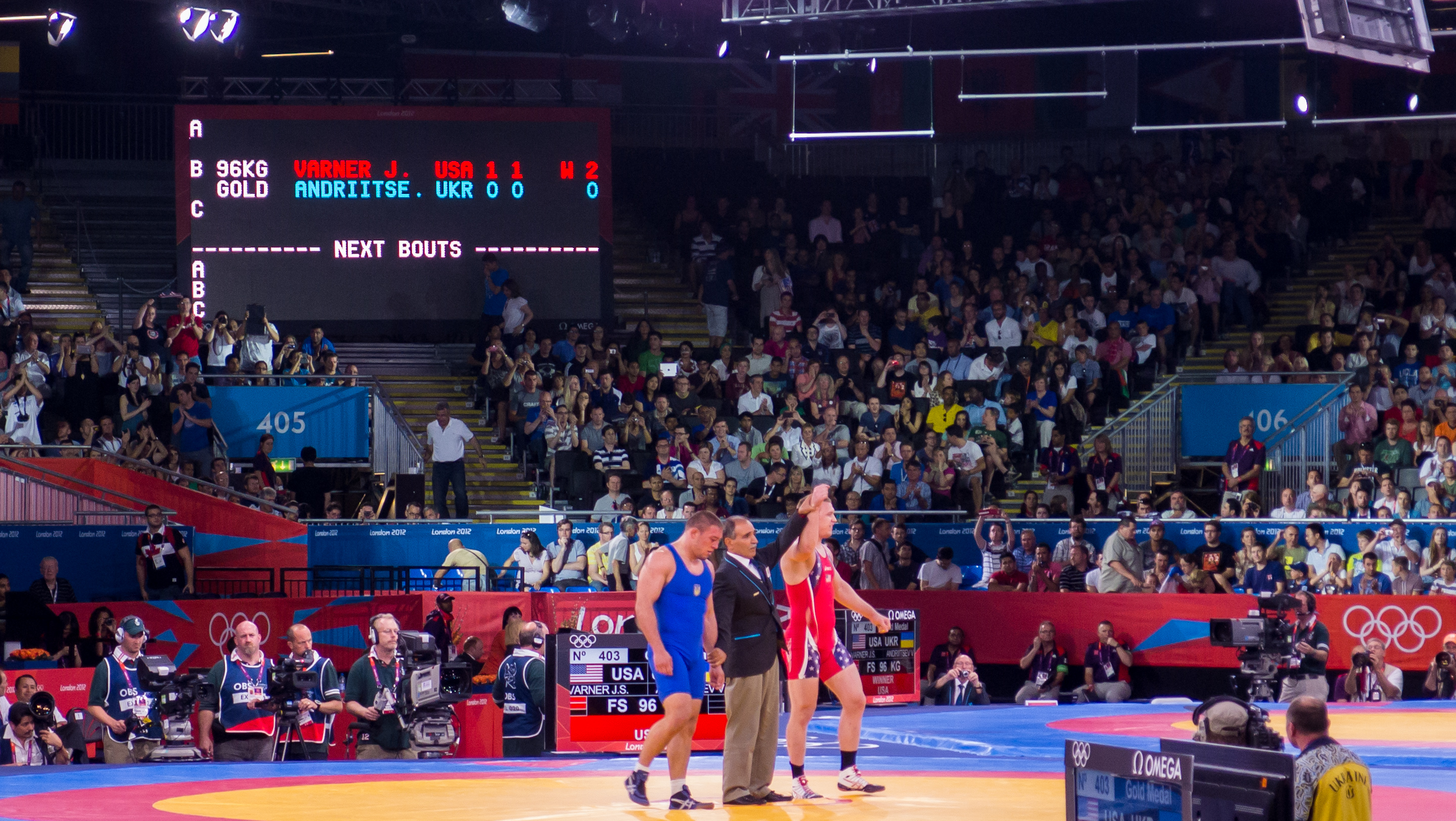
Валерій Андрійцев (ліворуч) здобуває останню медаль лондонської Олімпіади для України.

| Медаль | Спортсмен                                                               | Вид спорту                      | Дисципліна                       | Дата      |
| ------ | ----------------------------------------------------------------------- | ------------------------------- | -------------------------------- | --------- |
| Золото | Яна Шемякіна                                                            | Фехтування                      | Індивідуальна шпага              | 30 липня  |
| Золото | Катерина Тарасенко Наталія Довгодько Анастасія Коженкова Яна Дементьєва | Академічне веслування           | Парні четвірки                   | 1 серпня  |
| Золото | Юрій Чебан                                                              | Веслування на байдарках і каное | Каное-одиночки, 200 метрів       | 11 серпня |
| Золото | Олександр Усик                                                          | Бокс                            | Вагова категорія до 91 кг        | 11 серпня |
| Золото | Василь Ломаченко                                                        | Бокс                            | Вагова категорія до 60 кг        | 12 серпня |
| Срібло | Інна Осипенко-Радомська                                                 | Веслування на байдарках і каное | Байдарки-одиночки, 500 метрів    | 9 серпня  |
| Срібло | Інна Осипенко-Радомська                                                 | Веслування на байдарках і каное | Байдарки-одиночки, 200 метрів    | 11 серпня |
| Срібло | Денис Берінчик                                                          | Бокс                            | Вагова категорія до 64 кг        | 11 серпня |
| Срібло | Валерій Андрійцев                                                       | Боротьба                        | Вільна боротьба, до 96 кг        | 12 серпня |
| Бронза | Олена Костевич                                                          | Стрільба                        | Пневматичний пістолет, 10 метрів | 29 липня  |
| Бронза | Олена Костевич                                                          | Стрільба                        | Пістолет, 25 метрів              | 1 серпня  |
| Бронза | Ольга Харлан                                                            | Фехтування                      | Індивідуальна шабля              | 1 серпня  |
| Бронза | Ольга Саладуха                                                          | Легка атлетика                  | Потрійний стрибок                | 5 серпня  |
| Бронза | Ігор Радівілов                                                          | Спортивна гімнастика            | Опорний стрибок                  | 6 серпня  |
| Бронза | Олеся Повх Христина Стуй Марія Рємєнь Єлизавета Бризгіна                | Легка атлетика                  | Естафета 4×100 метрів            | 10 серпня |
| Бронза | Тарас Шелестюк                                                          | Бокс                            | Вагова категорія до 69 кг        | 10 серпня |
| Бронза | Олександр Гвоздик                                                       | Бокс                            | Вагова категорія до 81 кг        | 10 серпня |
| Бронза | Юлія Паратова                                                           | Важка атлетика                  | Вагова категорія до 53 кг        |           |
| Бронза | Логвиненко Аліна Пигида Наталя Земляк Ольга Ярощук Ганна                | Легка атлетика                  | Естафета 4 × 400 м               |           |

## Учасники
| Медалі по днях | Медалі по днях | Медалі по днях | Медалі по днях | Медалі по днях | Медалі по днях | Медалі по днях |
| -------------- | -------------- | -------------- | -------------- | -------------- | -------------- | -------------- |
| День           | Дата           |                |                |                | Всього         |                |
| День 0         | 27-е           | —              | —              | —              | —              |                |
| День 1         | 28-е           | 0              | 0              | 0              | 0              |                |
| День 2         | 29-е           | 0              | 0              | 1              | 1              |                |
| День 3         | 30-е           | 1              | 0              | 1              | 2              |                |
| День 4         | 31-е           | 0              | 0              | 0              | 0              |                |
| День 5         | 1-е            | 1              | 0              | 2              | 3              |                |
| День 6         | 2-е            | 0              | 0              | 0              | 0              |                |
| День 7         | 3-е            | 0              | 0              | 0              | 0              |                |
| День 8         | 4-е            | 0              | 0              | 0              | 0              |                |
| День 9         | 5-е            | 0              | 0              | 1              | 1              |                |
| День 10        | 6-е            | 1              | 0              | 1              | 2              |                |
| День 11        | 7-е            | 0              | 0              | 0              | 0              |                |
| День 12        | 8-е            | 0              | 0              | 0              | 0              |                |
| День 13        | 9-е            | 0              | 1              | 0              | 1              |                |
| День 14        | 10-е           | 0              | 0              | 3              | 3              |                |
| День 15        | 11-е           | 2              | 3              | 0              | 5              |                |
| День 16        | 12-е           | 1              | 1              | 0              | 2              |                |

| Спорт                           | Чоловіки | Жінки | Всього |
| ------------------------------- | -------- | ----- | ------ |
| Академічне веслування           | 18       | 8     | 26     |
| Бадмінтон                       | 1        | 1     | 2      |
| Баскетбол                       | 0        | 0     | 0      |
| Бокс                            | 7        | 0     | 7      |
| Боротьба                        | 9        | 4     | 13     |
| Важка атлетика                  | 6        | 3     | 9      |
| Велоспорт                       | 3        | 8     | 11     |
| Веслування на байдарках і каное | 1        | 1     | 2      |
| Вітрильний спорт                | 3        | 1     | 4      |
| Водне поло                      | 0        | 0     | 0      |
| Волейбол                        | 0        | 0     | 0      |
| Гандбол                         | 0        | 0     | 0      |
| Гімнастика                      | 6        | 12    | 18     |
| Дзюдо                           | 7        | 3     | 10     |
| Кінний спорт                    | 3        | 2     | 5      |
| Легка атлетика                  | 31       | 47    | 78     |
| Настільний теніс                | 2        | 2     | 4      |
| Плавання                        | 8        | 6     | 14     |
| Синхронне плавання              | 0        | 2     | 2      |
| Стрибки у воду                  | 5        | 4     | 9      |
| Стрільба                        | 5        | 3     | 8      |
| Стрільба з лука                 | 3        | 3     | 6      |
| Сучасне п'ятиборство            | 2        | 2     | 4      |
| Теніс                           | 1        | 2     | 3      |
| Тріатлон                        | 1        | 1     | 2      |
| Тхеквондо                       | 1        | 1     | 2      |
| Фехтування                      | 2        | 6     | 8      |
| Всього                          | 125      | 122   | 247    |

## Академічне веслування
Чоловіки
| Спортсмени | Дисципліна     | Відбіркові заїзди | Відбіркові заїзди | Втішний заїзд | Втішний заїзд | Чвертьфінали | Чвертьфінали | Півфінали | Півфінали | Фінал   | Фінал       |
| Спортсмени | Дисципліна     | Час               | Місце             | Час           | Місце         | Час          | Місце        | Час       | Місце     | Час     | Місце       |
| --- | -------------- | ----------------- | ----------------- | ------------- | ------------- | ------------ | ------------ | --------- | --------- | ------- | ----------- |
| Дмитро Міхай Херсонська областьАртем Морозов Дніпропетровська область | Парні двійки   | 6:49.70           | 12                | 6:30.19       | 2             | Н/Д          | Н/Д          | 6:36.52   | 11        | 6:31.51 | 5 (Фінал B) |
| Костянтин Зайцев Дніпропетровська областьВолодимир Павловський Дніпропетровська областьСергій Гринь Київська областьІван Довготько Дніпропетровська область | Парні четвірки | 5:43.46           | 8                 | Н/Д           | Н/Д           | Н/Д          | Н/Д          | 6:16.23   | 10        | 6:01.23 | 3 (Фінал B) |
| Антон Холязніков Миколаївська областьВіктор Гребенников Миколаївська областьІван Тимко КиївАртем Мороз Херсонська областьАндрій Приведа Херсонська областьВалентин Клецький КиївОлег Ликов Дніпропетровська областьСергій Чиканов Київська областьОлександр Коновалюк Херсонська область (стерновий) | Вісімки        | 5:38.02           | 8                 | 5:42.19       | 6             | Н/Д          | Н/Д          | Н/Д       | Н/Д       | 6:07.33 | 2 (Фінал B) |

Жінки

Золотими медалями українських веслувальниць нагороджував Сергій Бубка. Після перемоги Дементьєва розповіла журналістам:
|  | Протягом сезону розрив був і більше, а тут ми мало виграли. На тисячі метрів я кричала дівчатам: «Не сідаємо!» А на 750: «Йдемо фініш!» Зазвичай всі починають прискорюватися перед фінішем за 500 метрів. А ми раніше, щоб була перевага. Виходячи на старт, я, як та, що загрібає, говорила команді, що ми жодного гребка нікому не подаруємо». |

А Коженкова додала: 
|  | А ще Яна нам говорила, що чотири серця повинні битися як одне. Тому, коли ми виходили на розминку, у нас було чотири маленьких серця. А коли вийшли на старт - одне велике. |

| Спортсмени | Дисципліна     | Відбіркові заїзди | Відбіркові заїзди | Втішний заїзд | Втішний заїзд | Чвертьфінали | Чвертьфінали | Півфінали | Півфінали | Фінал   | Фінал       |
| Спортсмени | Дисципліна     | Час               | Місце             | Час           | Місце         | Час          | Місце        | Час       | Місце     | Час     | Місце       |
| --- | -------------- | ----------------- | ----------------- | ------------- | ------------- | ------------ | ------------ | --------- | --------- | ------- | ----------- |
| Олена Буряк Миколаївська областьГанна Кравченко Дніпропетровська область                                                                                                 | Парні двійки   | 7:09.40           | 10                | 7:23.02       | 6             | Н/Д          | Н/Д          | Н/Д       | Н/Д       | 7:36.65 | 4 (Фінал B) |
| Катерина Тарасенко Дніпропетровська областьНаталія Довгодько Дніпропетровська областьАнастасія Коженкова Дніпропетровська областьЯна Дементьєва Дніпропетровська область | Парні четвірки | 6:14.82           | 2                 | Н/Д           | Н/Д           | Н/Д          | Н/Д          | Н/Д       | Н/Д       | 6:35.93 | 1           |

## Бадмінтон
Чоловіки. Одиночний розряд
| Спортсмени                           | Груповий етап                                | Груповий етап                          | Груповий етап    | Раунд 1/8        | Чвертьфінал      | Півфінал         | Фінал            | Фінал |
| Спортсмени                           | 1 матч                                       | 2 матч                                 | 3 матч           | Раунд 1/8        | Чвертьфінал      | Півфінал         | Фінал            | Фінал |
| Спортсмени                           | Суперник Рахунок                             | Суперник Рахунок                       | Суперник Рахунок | Суперник Рахунок | Суперник Рахунок | Суперник Рахунок | Суперник Рахунок | Місце |
| ------------------------------------ | -------------------------------------------- | -------------------------------------- | ---------------- | ---------------- | ---------------- | ---------------- | ---------------- | ----- |
| Дмитро Завадський Харківська область | Марк Цвіблер (GER) Поразка 17–21 21–10 21–16 | Мохамед Рашид (MDV) Перемога 21-8 21-8 |                  | Завершив виступ  | Завершив виступ  | Завершив виступ  | Завершив виступ  | 33    |

Жінки. Одиночний розряд
| Спортсмени                            | Груповий етап                                      | Груповий етап                         | Груповий етап    | Раунд 1/8        | Чвертьфінал      | Півфінал         | Фінал            | Фінал |
| Спортсмени                            | 1 матч                                             | 2 матч                                | 3 матч           | Раунд 1/8        | Чвертьфінал      | Півфінал         | Фінал            | Фінал |
| Спортсмени                            | Суперник Рахунок                                   | Суперник Рахунок                      | Суперник Рахунок | Суперник Рахунок | Суперник Рахунок | Суперник Рахунок | Суперник Рахунок | Місце |
| ------------------------------------- | -------------------------------------------------- | ------------------------------------- | ---------------- | ---------------- | ---------------- | ---------------- | ---------------- | ----- |
| Лариса Грига Дніпропетровська область | Крістіна Гаунгольт (CZE) Поразка 13-21 21-15 15-21 | Юліана Шенк (GER) Поразка 12-21 14-21 |                  | Завершила виступ | Завершила виступ | Завершила виступ | Завершила виступ | 33    |

## Бокс

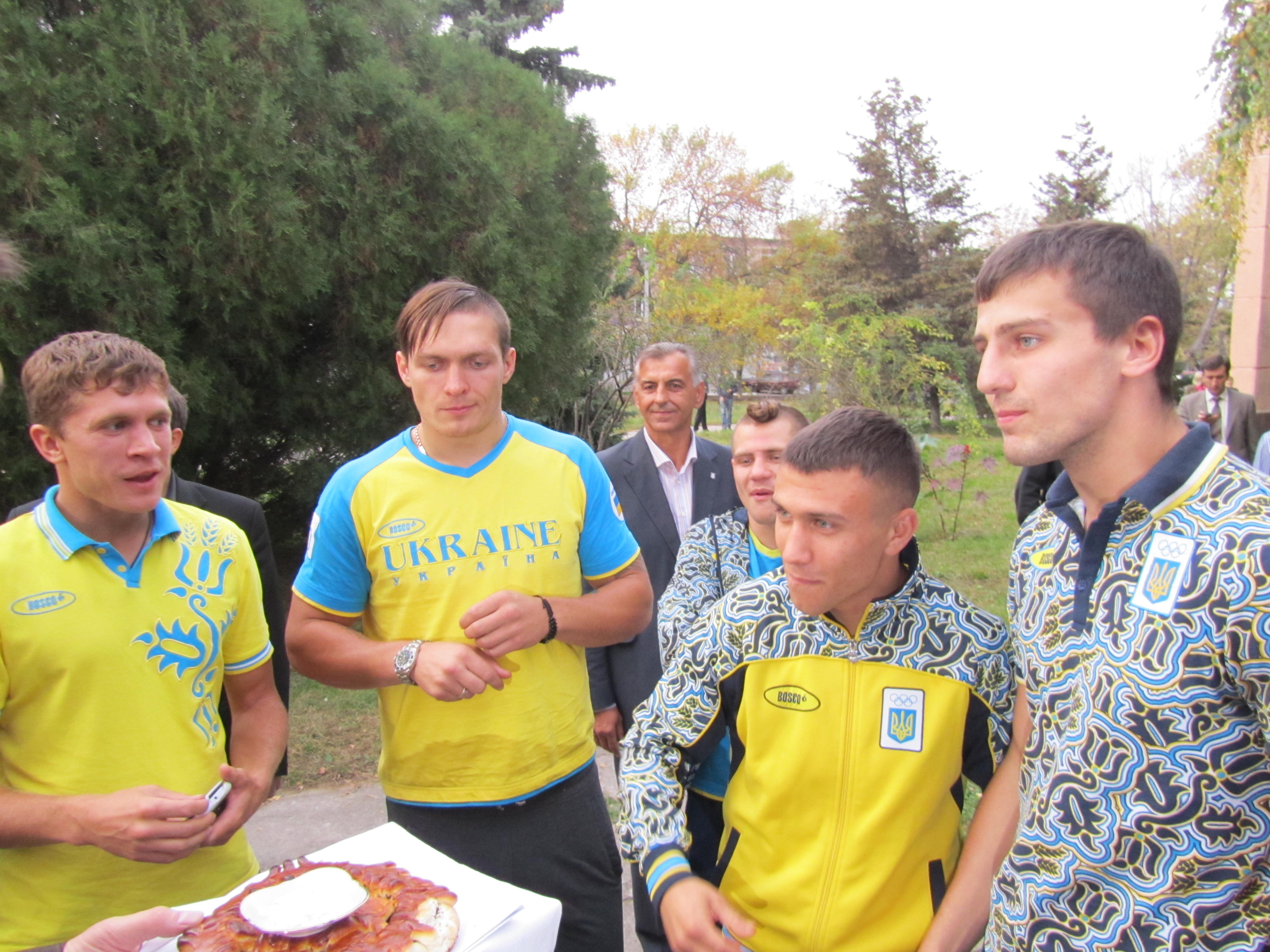
Українські боксери олімпійці у Кременчуці (зліва направо): Шелестюк, Усик, Берінчик (позаду), Ломаченко, Гвоздик (вересень 2012)

Україну на XXX літніх Олімпійських іграх 2012 року в Лондоні представляли 7 боксерів (7 чоловіків, 0 жінок), які вибороли 2 золоті, 1 срібну та 2 бронзові олімпійські медалі. Василь Ломаченко, який завоював золоту медаль в Пекіні, в Лондоні став першим олімпійським чемпіоном з боксу в двох вагових категоріях.
Чоловіки
| Спортсмен                             | Вагова категорія | Раунд 1/32                               | Раунд 1/16                           | Чвертьфінал                                     | Півфінал                                      | Фінал                                | Фінал        |
| Спортсмен                             | Вагова категорія | Суперник Результат                       | Суперник Результат                   | Суперник Результат                              | Суперник Результат                            | Суперник Результат                   | Місце        |
| ------------------------------------- | ---------------- | ---------------------------------------- | ------------------------------------ | ----------------------------------------------- | --------------------------------------------- | ------------------------------------ | ------------ |
| Павло Іщенко Херсонська область       | До 56 кг         | Джозеф Діас (USA) Поразка 9-19           | Не проходить                         | Не проходить                                    | Не проходить                                  | Не проходить                         | Не проходить |
| Василь Ломаченко Київ                 | До 60 кг         | Н/Д                                      | Аріас Ромеро (DOM) Перемога 15-3     | Фелікс Вердехо (PUR) Перемога 14-9              | Яснієр Толедо (CUB) Перемога 14-11            | Хан Сун Чхоль (KOR) Перемога 19-9    | 1            |
| Денис Берінчик Київ                   | До 64 кг         | Н/Д                                      | Ентоні Ігіт (SWE) Перемога 24-23     | Джефф Горн (AUS) Перемога 21-13                 | Уранчимегійн Менх-Ердене (MGL) Перемога 29-21 | Роніель Іглесіас (CUB) Поразка 15-22 | 2            |
| Тарас Шелестюк Сумська область        | До 69 кг         | Н/Д                                      | Василь Білоус (MDA) Перемога 15-7    | Алексіс Вастін (FRA) Перемога 18-18 (**)        | Фред Еванс (GBR) Поразка 10-11                | Не проходить                         | 3            |
| Євген Хитров Дніпропетровська область | До 75 кг         | Н/Д                                      | Ентоні Огого (GBR) Поразка 18-18 (*) | Не проходить                                    | Не проходить                                  | Не проходить                         | Не проходить |
| Олександр Гвоздик Харківська область  | До 81 кг         | Михайло Долголевець (BLR) Перемога 18-10 | Осмар Браво (NCA) Перемога 18-6      | Абдельхафід Бенчабла (ALG) Перемога 19-17 (***) | Ніязимбетов (KAZ) Поразка 13-13               | Не проходить                         | 3            |
| Олександр Усик АР Крим                | До 91 кг         | Н/Д                                      | Н/Д                                  | Артур Бетербієв (RUS) Перемога 17-13            | Тервел Пулев (BUL) Перемога 21-5              | Клементе Руссо (ITA) Перемога 14-11  | 1            |

(*) Після тривалого підбивання підсумків судді оголосили переможцем Ентоні Огого, що поставило під великий сумнів української збірної справедливість суддів на Олімпійському боксерському турнірі. Рішення суддів було опротестовано на вищих рівнях із залученням голови НОК України Сергія Бубки. Двічі подавався протест до Міжнародної Федерації Боксу, однак обидва рази протест був відхилений, у переговорах з Сергієм Бубкою голова Міжнародної Федерації Боксу підтвердив незмінність результату. З огляду на те, що це найвищий рівень, на якому можна оскаржити результати, українська сторона повідомила про неможливість зміни підсумку бою.

(**) Команда французького боксера Алексіса Вастена подала протест на результат бою 1/4 фіналу боксерського турніру Олімпіади, однак він був відхилений. Протест було відхилено з формулюванням: «рішення суддів є остаточним і перегляду не підлягає».

(***) Після завершення бою представники команди Алжиру подали протест, вимагаючи переглянути доцільність винесення рефері попередження алжирському боксеру. У разі скасування попередження, що було застосованого до Абдельхафіду, рахунок міг би виявитися нічийним. Після винесення остаточного вердикту. Результати бою залишилися у силі.

## Боротьба
Усі часи GMT+03:00, тобто літній київський час
Чоловіки
Вільна боротьба
| Спортсмен                                     | Категорія | Кваліфікація                | 1/8 фіналу                     | Чвертьфінал                  | Півфінал                    | Фінал                      | Фінал |
| Спортсмен                                     | Категорія | Суперник Результат          | Суперник Результат             | Суперник Результат           | Суперник Результат          | Суперник Результат         | Місце |
| --------------------------------------------- | --------- | --------------------------- | ------------------------------ | ---------------------------- | --------------------------- | -------------------------- | ----- |
| Василь Федоришин Одеська область              | 60 кг     | Н/Д                         | Заркуа (GEO) Поразка 0–3PO     | Не проходить                 | Не проходить                | Не проходить               | 9     |
| Андрій Квятковський Івано-Франківська область | 66 кг     | Н/Д                         | Танатаров (KAZ) Поразка 1–3PP  | Не проходить                 | Не проходить                | Не проходить               | 9     |
| Ібрагім Алдатов Харківська область            | 84 кг     | Сохієв (UZB) Перемога 3PP–1 | Урішев (RUS) Поразка 1–3PP     | Не проходить                 | Не проходить                | Не проходить               | 9     |
| Валерій Андрійцев Київ                        | 96 кг     | Н/Д                         | Іскандарі (TJK) Перемога 3PP–1 | Газюмов (AZE) Перемога 3PP–1 | Яздані (IRI) Перемога 5VB–0 | Ворнер (USA) Поразка 0–3PO | 2     |
| Олександр Хоцянівський Донецька область       | 120 кг    | Акгул (TUR) Поразка 0–3PO   | Не проходить                   | Не проходить                 | Не проходить                | Не проходить               | 17    |

Греко-римська боротьба
| Спортсмен                            | Категорія | Кваліфікація                  | 1/8 фіналу                  | Чвертьфінал                   | Півфінал           | Фінал              | Фінал |
| Спортсмен                            | Категорія | Суперник Результат            | Суперник Результат          | Суперник Результат            | Суперник Результат | Суперник Результат | Місце |
| ------------------------------------ | --------- | ----------------------------- | --------------------------- | ----------------------------- | ------------------ | ------------------ | ----- |
| В'югар Рагімов Запорізька область    | 55 кг     | Лі (CHN) Поразка 1–3PP        | Не проходить                | Не проходить                  | Не проходить       | Не проходить       | 17    |
| Ленур Теміров АР Крим                | 60 кг     | Кебіспаєв (KAZ) Поразка 0–3PP | Не проходить                | Не проходить                  | Не проходить       | Не проходить       | 17    |
| Василь Рачиба Київська область       | 84 кг     | Н/Д                           | Ачурі (TUN) Перемога 3PO–0  | Гегешидзе (GEO) Поразка 1–3PP | Не проходить       | Не проходить       | 5     |
| Євген Орлов Дніпропетровська область | 120 кг    | Н/Д                           | Кайаалп (TUR) Поразка 0–3PO | Не проходить                  | Не проходить       | Не проходить       | 9     |

Жінки
Вільна боротьба
| Спортсмен                            | Категорія | Кваліфікація                  | 1/8 фіналу                    | Чвертьфінал                          | Втішний поєдинок           | Півфінал                    | Фінал                            | Фінал        |
| Спортсмен                            | Категорія | Суперник Результат            | Суперник Результат            | Суперник Результат                   | Суперник Результат         | Суперник Результат          | Суперник Результат               | Місце        |
| ------------------------------------ | --------- | ----------------------------- | ----------------------------- | ------------------------------------ | -------------------------- | --------------------------- | -------------------------------- | ------------ |
| Ірина Мерлені Київ                   | 48 кг     | Н/Д                           | Кім (KOR) Перемога 3PP–1      | Каріпа Кастильо (VEN) Перемога 5VT–0 | Н/Д                        | Стадник (AZE) Поразка 0–3PO | Чун (USA) Поразка 0–3PO          | 5            |
| Тетяна Лазарева Донецька область     | 55 кг     | Авад (EGY) Перемога 5VT-0     | Вербеек ( CAN) Поразка 0-3PO  | Н/Д                                  | Гіта ( IND) Перемога 3PO-0 | Н/Д                         | Кастільйо (COL) Поразка 1-3РР    | 4            |
| Юлія Остапчук Львівська область      | 63 кг     | Шалигіна (KAZ) Перемога 5VT–0 | Састін (HUN) Перемога 3PO–0   | Волосова (RUS) Поразка 1–3PP         | Не проходить               | Не проходить                | Не проходить                     | Не проходить |
| Катерина Бурмістрова Сумська область | 72 кг     | Н/Д                           | Воробйова (RUS) Поразка 0-3PO | Н/Д                                  | Н/Д                        | Н/Д                         | Манюрова (KAZ) Поразка 1-3PP (*) | 5            |

(*) - Так як росіянка Воробйова у чвертьфіналі та півфіналі здолала казахстанку Гузель Манюрова і китаянку Ванг Чжао, то українка взяла участь в турнірі претендентів на бронзу.

## Важка атлетика
В останній момент поїхала у Лондон Яна Дяченко, яка повинна була замінити травмовану спортсменку, але так і не взяла участь у змаганнях оскільки прізвище спортсменки не встигли внести у список заявлених на Олімпіаду спортсменів
Чоловіки
| Спортсмен                               | Категорія | Ривок            | Ривок            | Ривок            | Поштовх          | Поштовх          | Поштовх          | Всього           | Місце            |
| Спортсмен                               | Категорія | 1                | 2                | 3                | 1                | 2                | 3                | Всього           | Місце            |
| --------------------------------------- | --------- | ---------------- | ---------------- | ---------------- | ---------------- | ---------------- | ---------------- | ---------------- | ---------------- |
| Артем Іванов АР Крим                    | 94 кг     | Не стартував (*) | Не стартував (*) | Не стартував (*) | Не стартував (*) | Не стартував (*) | Не стартував (*) | Не стартував (*) | Не стартував (*) |
| Костянтин Пілієв Донецька область       | 94 кг     | 160✓             | 166✗             | 166✓             | 200✓             | 206✗             | 206✓             | 372              | 12               |
| Сергій Тагіров Дніпропетровська область | 105 кг    | 166✓             | 171✓             | 174✓             | 200✓             | 207✗             | 208✗             | 374              | 10               |
| Олексій Торохтій Харківська область     | 105 кг    | 185✓             | 190✗             | 190✗             | 222✓             | 226✗             | 227✓             | 412              | DSQ              |
| Артем Удачин Донецька область           | +105 кг   | Не стартував (*) | Не стартував (*) | Не стартував (*) | Не стартував (*) | Не стартував (*) | Не стартував (*) | Не стартував (*) | Не стартував (*) |
| Ігор Шимечко Львівська область          | +105 кг   | 197✗             | 197✓             | 200✗             | 225✓             | 232✓             | 237✗             | 429              | 6                |

(*) Артем Іванов отримав травму та залишився в Україні, відмовившись від участі у Олімпійських іграх через пошкодження. Згодом на сайті НОК з'явилася інформація, що Артем Удачин та Світлана Чернявська також отримали пошкодження і не братимуть участі у змаганнях.
Жінки
| Спортсмен                            | Категорія | Ривок             | Ривок             | Ривок             | Поштовх           | Поштовх           | Поштовх           | Всього            | Місце             |
| Спортсмен                            | Категорія | 1                 | 2                 | 3                 | 1                 | 2                 | 3                 | Всього            | Місце             |
| ------------------------------------ | --------- | ----------------- | ----------------- | ----------------- | ----------------- | ----------------- | ----------------- | ----------------- | ----------------- |
| Юлія Паратова Одеська область        | 53 кг     | 91✓               | 94✗               | 94✗               | 105✓              | 108✗              | 108✓              | 199               | 3                 |
| Юлія Каліна Донецька область         | 58 кг     | 101✓              | 104✓              | 106✓              | 123✓              | 127✓              | 129✓              | 235               | DSQ               |
| Світлана Чернявська Київська область | +75 кг    | Не стартувала (*) | Не стартувала (*) | Не стартувала (*) | Не стартувала (*) | Не стартувала (*) | Не стартувала (*) | Не стартувала (*) | Не стартувала (*) |

Унаслідок перепровірок допінг-проб Юлію Каліну позбавили бронзової медалі та дискваліфікували на два роки. Інша українська важкоатлетка Юлія Паратова через дискваліфікацію Зульфії Чиншанло та Крістіни Йову отримає бронзову нагороду.

## Велоспорт

### Шосе
Чоловіки
| Спортсмен                          | Дисципліна    | Час     | Місце |
| ---------------------------------- | ------------- | ------- | ----- |
| Андрій Грівко Миколаївська область | Групова гонка | 5:46:05 | 17    |
| Дмитро Кривцов Донецька область    | Групова гонка | 5:46:37 | 66    |

Жінки
| Спортсмен          | Дисципліна    | Час                   | Місце                 |
| ------------------ | ------------- | --------------------- | --------------------- |
| Альона Андрук Київ | Групова гонка | Перевищено ліміт часу | Перевищено ліміт часу |

### Трек
Жінки
Спринт
| Спортсмен                                                    | Дисципліна            | Кваліфікація               | Перший раунд                                        | 1/8 фіналу             | Півфінали              | Фінал                                           | Фінал |
| Спортсмен                                                    | Дисципліна            | Час (Місце) Швидкість      | Суперник Час (Місце) Швидкість                      | Суперник Час Швидкість | Суперник Час Швидкість | Суперник Час Швидкість                          | Місце |
| ------------------------------------------------------------ | --------------------- | -------------------------- | --------------------------------------------------- | ---------------------- | ---------------------- | ----------------------------------------------- | ----- |
| Любов Шуліка Луганська область                               | Індивідуальний спринт | 11.319 (10) 63.609 км/год  | Хансен (NZL) Перемога 11.808 60.975 км/год          | Фогель (GER) Поразка   | Мірс (AUS) Поразка     |                                                 | 7     |
| Любов Шуліка Луганська область Олена Цьось Волинська область | Командний спринт      | 33.708 Q (7) 53.399 км/год | Велика Британія (2*) · 33.620 Q (4) · 53.539 км/год | Н/Д                    | Н/Д                    | Австралія (3) · 33.491 (+0.764) · 53.745 км/год | 4     |

(*) Команда з Великої Британії перемогла у заїзді, і команда України з урахуванням їх перемоги посіла 6-е місце - це означало, що команда України не кваліфікується до фіналу. Однак, через анулювання результатів команди Великої Британії, команда України змістилася на прохідне 4-е місце, і отримала право змагатися за бронзову медаль.
Кейрін
| Спортсмен                      | Дисципліна | Перший раунд | Втішний заїзд | Другий раунд    | Фінал |
| Спортсмен                      | Дисципліна | Місце        | Місце         | Місце           | Місце |
| ------------------------------ | ---------- | ------------ | ------------- | --------------- | ----- |
| Любов Шуліка Луганська область | Кейрін     | 5 R          | 4             | Не пройшли далі | 13    |

Переслідування
| Спортсмен | Дисципліна                    | Кваліфікація | Кваліфікація | Півфінали           | Півфінали       | Фінал               | Фінал |
| Спортсмен | Дисципліна                    | Час          | Місце        | Суперник Результати | Місце           | Суперник Результати | Місце |
| --- | ----------------------------- | ------------ | ------------ | ------------------- | --------------- | ------------------- | ----- |
| Леся Калітовська Луганська область Світлана Галюк Луганська область Єлизавета Бочкарьова Миколаївська область | Командна гонка переслідування | 5 R          | 4            | Не пройшли далі     | Не пройшли далі | Не пройшли далі     | 9     |

### Маунтенбайк
| Спортсмен                        | Дисципліна            | Час     | Місце |
| -------------------------------- | --------------------- | ------- | ----- |
| Сергій Рисенко Луганська область | Крос-кантрі, чоловіки | 1:37:32 | 31    |
| Яна Беломоіна Волинська область  | Крос-кантрі, жінки    | 1:35:46 | 13    |

## Веслування на байдарках і каное

### Спринт
| Спортсмен                                | Дисципліна         | Попередній заїзд | Попередній заїзд | Півфінал | Півфінал | Фінал    | Фінал |
| Спортсмен                                | Дисципліна         | Час              | Місце            | Час      | Місце    | Час      | Місце |
| ---------------------------------------- | ------------------ | ---------------- | ---------------- | -------- | -------- | -------- | ----- |
| Юрій Чебан Одеська область               | Чоловіки C-1 200 m | 41.036           | 1                | 40.647   | 1        |          | 1     |
| Інна Осипенко-Радомська Київська область | Жінки K-1 200 m    | 42.119           | 1                | 41.360   | 7        | 45.053   | 2     |
| Інна Осипенко-Радомська Київська область | Жінки K-1 500 m    | 1:52.268         | 13               | 1:51.515 | 4        | 1:52.685 | 2     |

## Вітрильний спорт
Усі часи GMT+03:00, тобто літній київський час
Чоловіки
| Спортсмен                         | Дисципліна | Заїзд  | Заїзд    | Заїзд | Заїзд  | Заїзд | Заїзд | Заїзд | Заїзд | Заїзд | Заїзд | Заїзд        | Очки  | Остаточне місце |
| Спортсмен                         | Дисципліна | 1      | 2        | 3     | 4      | 5     | 6     | 7     | 8     | 9     | 10    | M*           | Очки  | Остаточне місце |
| --------------------------------- | ---------- | ------ | -------- | ----- | ------ | ----- | ----- | ----- | ----- | ----- | ----- | ------------ | ----- | --------------- |
| Максим Оберемко Донецька область  | RS:X       | 36     | 35       | 16    | 28     | 17    | 31    | 23    | 14    | 6     | 11    | Не проходить | 181   | 23              |
| Валерій Кудряшов Донецька область | Лейзер     | 48     | 38       | 42    | 31 DPI | 38    | 40    | 35    | 36    | 38    | 43    | Не проходить | 341   | 44              |
| Олексій Борисов Севастополь       | Фінн       | 21 RDG | 18.6 RDG | 19    | 19     | 15    | 19    | 23    | 14    | 17    | 18    | Не проходить | 160.6 | 19              |

Жінки
| Спортсмен                        | Дисципліна | Заїзд | Заїзд | Заїзд | Заїзд | Заїзд | Заїзд | Заїзд | Заїзд | Заїзд | Заїзд | Заїзд | Очки | Остаточне місце |
| Спортсмен                        | Дисципліна | 1     | 2     | 3     | 4     | 5     | 6     | 7     | 8     | 9     | 10    | M*    | Очки | Остаточне місце |
| -------------------------------- | ---------- | ----- | ----- | ----- | ----- | ----- | ----- | ----- | ----- | ----- | ----- | ----- | ---- | --------------- |
| Ольга Маслівець Донецька область | RS:X       | 3     | 4     | 14    | 10    | 3     | 3     | 1     | 3     | 7     | 10    | 2     | 48   | 4               |

M = Медальний заїзд

## Гімнастика

### Спортивна гімнастика
Спортсменів — 6
| Спортсмен                             | Змагання           | Кваліфікація                      | Кваліфікація                      | Кваліфікація                      | Кваліфікація                      | Кваліфікація                      | Кваліфікація                      | Кваліфікація                      | Кваліфікація                      | Фінал         | Фінал  | Фінал  | Фінал           | Фінал            | Фінал       | Фінал   | Фінал |
| Спортсмен                             | Змагання           | Вільні вправи                     | Кінь                              | Кільця                            | Опорний стрибок                   | Паралельні бруси                  | Перекладина                       | Загалом                           | Місце                             | Вільні вправи | Кінь   | Кільця | Опорний стрибок | Паралельні бруси | Перекладина | Загалом | Місце |
| ------------------------------------- | ------------------ | --------------------------------- | --------------------------------- | --------------------------------- | --------------------------------- | --------------------------------- | --------------------------------- | --------------------------------- | --------------------------------- | ------------- | ------ | ------ | --------------- | ---------------- | ----------- | ------- | ----- |
| Олег Верняєв Київ                     | Командна першість  | 15.033                            | 14.366                            | 14.600                            | 16.333                            | 14.566                            | 14.066                            | 88.964                            | 13 Q                              | 14,866        | Н/Д    | Н/Д    | 16.266          | 15.600           | 14.466      | Н/Д     | Н/Д   |
| Микола Куксенков Київ                 | Командна першість  | 14.533                            | 14.900                            | 15.000                            | 15.766                            | 15.066                            | 14.666                            | 89.931                            | 6 Q                               | Н/Д           | 15.100 | 15.233 | Н/Д             | 15.200           | 15.266      | Н/Д     | Н/Д   |
| Степко Олег Запорізька область        | Командна першість  | 15.033                            | 14.400                            | 14.866                            | 15.916                            | 13.366                            | 13.466                            | 87.047                            | 20                                | 14.866        | 15.000 | 15.033 | 15.733          | 13.933           | Н/Д         | Н/Д     | Н/Д   |
| Ігор Радівілов Донецька область       | Командна першість  | Н/Д                               | Н/Д                               | 15.300                            | 15.799 Q                          | Н/Д                               | Н/Д                               | Н/Д                               | Н/Д                               | Н/Д           | Н/Д    | 15.433 | 16.066          | Н/Д              | Н/Д         | Н/Д     | Н/Д   |
| Наконечний Віталій Запорізька область | Командна першість  | 14.066                            | 14.933 Q                          | Н/Д                               | Н/Д                               | 14.133                            | 14.800                            | Н/Д                               | Н/Д                               | 14.333        | 14.866 | Н/Д    | Н/Д             | Н/Д              | 14.266      | Н/Д     | Н/Д   |
| Загалом                               | Командна першість  | 44.599                            | 44.233                            | 45.166                            | 48.515                            | 43.765                            | 43.532                            | 269.810                           | 7 Q                               | 44.065        | 44.966 | 45.699 | 48.065          | 44.733           | 43.998      | 271.526 | 4     |
| Олег Верняєв Київ                     | Абсолютна першість | Результати кваліфікації див. вище | Результати кваліфікації див. вище | Результати кваліфікації див. вище | Результати кваліфікації див. вище | Результати кваліфікації див. вище | Результати кваліфікації див. вище | Результати кваліфікації див. вище | Результати кваліфікації див. вище | 14.533        | 13.966 | 14.866 | 16.233          | 15.033           | 14.300      | 88.931  | 11    |
| Микола Куксенков Київ                 | Абсолютна першість | Результати кваліфікації див. вище | Результати кваліфікації див. вище | Результати кваліфікації див. вище | Результати кваліфікації див. вище | Результати кваліфікації див. вище | Результати кваліфікації див. вище | Результати кваліфікації див. вище | Результати кваліфікації див. вище | 14.633        | 14.600 | 15.200 | 15.533          | 15.400           | 15.066      | 90.432  | 4     |
| Наконечний Віталій Запорізька область | Кінь               | Результати кваліфікації див. вище | Результати кваліфікації див. вище | Результати кваліфікації див. вище | Результати кваліфікації див. вище | Результати кваліфікації див. вище | Результати кваліфікації див. вище | Результати кваліфікації див. вище | Результати кваліфікації див. вище | Н/Д           | 14.766 | Н/Д    | Н/Д             | Н/Д              | Н/Д         | 14.766  | 6     |
| Ігор Радівілов Донецька область       | Опорний стрибок    | Результати кваліфікації див. вище | Результати кваліфікації див. вище | Результати кваліфікації див. вище | Результати кваліфікації див. вище | Результати кваліфікації див. вище | Результати кваліфікації див. вище | Результати кваліфікації див. вище | Результати кваліфікації див. вище | Н/Д           | Н/Д    | Н/Д    | 16,316          | Н/Д              | Н/Д         | 16,316  | 3     |

Жінки
| Спортсменка            | Змагання           | Кваліфікація      | Кваліфікація    | Кваліфікація | Кваліфікація | Кваліфікація  | Кваліфікація | Фінал             | Фінал            | Фінал            | Фінал            | Фінал            | Фінал            |
| Вільні вправи          | Колода             | Різновисокі бруси | Опорний стрибок | Загалом      | Місце        | Вільні вправи | Колода       | Різновисокі бруси | Опорний стрибок  | Загалом          | Місце            |                  |                  |
| ---------------------- | ------------------ | ----------------- | --------------- | ------------ | ------------ | ------------- | ------------ | ----------------- | ---------------- | ---------------- | ---------------- | ---------------- | ---------------- |
| Кононенко Наталія Київ | Абсолютна першість | 12.833            | 13.433          | 12.066       | 12.500       | 50.832        | 44           | Завершила виступ  | Завершила виступ | Завершила виступ | Завершила виступ | Завершила виступ | Завершила виступ |

* Українські гімнасти Микола Куксенков, Віталій Наконечний, Ігор Радівілов, Олег Степко і Олег Верняєв втратили бронзову медаль у командному багатоборстві. Після завершення виступів представники Японії звернулися до арбітрів з вимогою переглянути результат свого представника на коні у 13,466 бали. Унаслідок судді збільшили бал їм на 0,7 бала. У підсумку Україна перемістилась на 4-ту сходинку, Велика Британія (271,711) стала третьою, а Японія (271,952) — друга, золото виборов Китай (275,997).

### Художня гімнастика
Спортсменів — 8
Індивідуальні змагання
| Спортсмен              | Півфінал | Півфінал | Півфінал | Півфінал | Півфінал | Півфінал | Фінал  | Фінал  | Фінал  | Фінал   | Сума очок | Місце |
| Спортсмен              | М'яч     | Обруч    | Булави   | Стрічка  | Сума     | Місце    | М'яч   | Обруч  | Булави | Стрічка | Сума очок | Місце |
| ---------------------- | -------- | -------- | -------- | -------- | -------- | -------- | ------ | ------ | ------ | ------- | --------- | ----- |
| Максименко Аліна Київ  | 28,125   | 27,300   | 27,800   | 26,800   | 110,025  | 7        | 28,025 | 27,200 | 27,700 | 26,700  | 109,625   | 6     |
| Різатдінова Ганна Київ | 26,800   | 27,350   | 27,750   | 26,950   | 108,850  | 10       | 26,500 | 27,050 | 27,450 | 26,400  | 107,400   | 10    |

Командні змагання
| Склад | Півфінал | Півфінал | Півфінал          | Півфінал          | Півфінал | Півфінал | Фінал    | Фінал    | Фінал             | Фінал             | Сума очок | Місце |
| Склад | 5 м'ячів | 5 м'ячів | 3 обручі 2 булави | 3 обручі 2 булави | Сума     | Місце    | 5 м'ячів | 5 м'ячів | 3 обручі 2 булави | 3 обручі 2 булави | Сума очок | Місце |
| Склад | Очки     | Місце    | Очки              | Місце             | Сума     | Місце    | Очки     | Місце    | Очки              | Місце             | Сума очок | Місце |
| --- | -------- | -------- | ----------------- | ----------------- | -------- | -------- | -------- | -------- | ----------------- | ----------------- | --------- | ----- |
| Дмитраш Олена КиївГомон Євгенія КиївГудим Валерія КиївЛенішин Вікторія Київ Мазур Вікторія КиївПрокопова Світлана Київ | 27.050   | 6        | 27.100            | 5                 | 54.150   | 6        | 27,200   | 5        | 27,175            | 5                 | 54,375    | 5     |

### Стрибки на батуті
| Спортсмен                         | Дисципліна | Кваліфікація | Кваліфікація | Кваліфікація | Кваліфікація | Кваліфікація | Кваліфікація | Фінал        | Фінал        |
| Спортсмен                         | Дисципліна | Перша вправа | Перша вправа | Друга вправа | Друга вправа | Всього       | Всього       | Фінал        | Фінал        |
| Спортсмен                         | Дисципліна | Рахунок      | Місце        | Рахунок      | Місце        | Рахунок      | Місце        | Рахунок      | Місце        |
| --------------------------------- | ---------- | ------------ | ------------ | ------------ | ------------ | ------------ | ------------ | ------------ | ------------ |
| Юрій Нікітін Миколаївська область | Чоловіки   | 48.935       | 10           | 30.165       | 14           | 79.100       | 14           | Не проходить | Не проходить |
| Марина Кийко Київ                 | Жінки      | 41.940       | 16           | 31.520       | 16           | 73.460       | 16           | Не проходить | Не проходить |

## Дзюдо
Чоловіки
| Спортсмен                                 | Дисципліна | Раунд 1/64                     | Раунд 1/32                     | Раунд 1/16                         | Чвертьфінал        | Півфінал           | Втішний поєдинок   | Фінал              | Фінал |
| Спортсмен                                 | Дисципліна | Суперник Результат             | Суперник Результат             | Суперник Результат                 | Суперник Результат | Суперник Результат | Суперник Результат | Суперник Результат | Місце |
| ----------------------------------------- | ---------- | ------------------------------ | ------------------------------ | ---------------------------------- | ------------------ | ------------------ | ------------------ | ------------------ | ----- |
| Георгій Зантарая Київ                     | -60 кг     | Н/Д                            | Верде (ITA) Поразка 0002-001   | Завершив виступ                    | Завершив виступ    | Завершив виступ    | Завершив виступ    | Завершив виступ    | 33    |
| Сергій Дребот Львівська область           | -66 кг     | Н/Д                            | Чо Дж. (KOR) Поразка 0002-0011 | Завершив виступ                    | Завершив виступ    | Завершив виступ    | Завершив виступ    | Завершив виступ    | 33    |
| Володимир Сорока Дніпропетровська область | -73 кг     | Н/Д                            | Піна (POR) Перемога 0102-0011  | Сайнжаргал (MGL) Поразка 0002-0011 | Завершив виступ    | Завершив виступ    | Завершив виступ    | Завершив виступ    | 17    |
| Артем Василенко Харківська область        | -81 кг     | Бозбаєв (KAZ) Поразка 0001-100 | Завершив виступ                | Завершив виступ                    | Завершив виступ    | Завершив виступ    | Завершив виступ    | Завершив виступ    | 33    |
| Роман Гонтюк Київ                         | -90 кг     | Н/Д                            | Камілу (BRA) Поразка 0001-1001 | Завершив виступ                    | Завершив виступ    | Завершив виступ    | Завершив виступ    | Завершив виступ    | 33    |
| Артем Блошенко Донецька область           | -100 кг    | Н/Д                            | Келлі (AUS) Перемога 010-0003  | Хван (KOR) Поразка 000-1001        | Завершив виступ    | Завершив виступ    | Завершив виступ    | Завершив виступ    | 17    |
| Станіслав Бондаренко Запорізька область   | +100 кг    | Н/Д                            | Цераш (SLO) Поразка 0002-0021  | Завершив виступ                    | Завершив виступ    | Завершив виступ    | Завершив виступ    | Завершив виступ    | 33    |

Жінки
| Спортсмен                          | Дисципліна | Раунд 1/64         | Раунд 1/32                    | Раунд 1/16                       | Чвертьфінал               | Півфінал           | Втішний поєдинок                 | Фінал                        | Фінал |
| Спортсмен                          | Дисципліна | Суперник Результат | Суперник Результат            | Суперник Результат               | Суперник Результат        | Суперник Результат | Суперник Результат               | Суперник Результат           | Місце |
| ---------------------------------- | ---------- | ------------------ | ----------------------------- | -------------------------------- | ------------------------- | ------------------ | -------------------------------- | ---------------------------- | ----- |
| Наталія Смаль Чернігівська область | -70 кг     | Н/Д                | Бланко (ESP) Поразка 0002-011 | Завершив виступ                  | Завершив виступ           | Завершив виступ    | Завершив виступ                  | Завершив виступ              | 33    |
| Марина Прищепа Київ                | -78 кг     | Н/Д                | Н/Д                           | Чомео (FRA) Поразка 000-100      | Завершив виступ           | Завершив виступ    | Завершив виступ                  | Завершив виступ              | 17    |
| Ірина Кіндзерська Київ             | +78 кг     | Н/Д                | Н/Д                           | Косатурк (TUR) Перемога 103-0002 | Тун (CHN) Поразка 000-100 | Н/Д                | Іващенко (RUS) Перемога 001-0002 | Браянт (GBR) Поразка 011-020 | 5     |

## Кінний спорт
Виїздка
| Спортсмен          | Кінь   | Дисципліна            | Раунд 1 | Раунд 1 | Раунд 2         | Раунд 2         | Раунд 2           | Раунд 2         | Фінал           | Фінал           | Фінал             | Фінал           |
| Спортсмен          | Кінь   | Дисципліна            | Рахунок | Місце   | Рахунок         | Місце           | Загальний рахунок | Місце           | Рахунок         | Місце           | Загальний рахунок | Місце           |
| ------------------ | ------ | --------------------- | ------- | ------- | --------------- | --------------- | ----------------- | --------------- | --------------- | --------------- | ----------------- | --------------- |
| Світлана Кисельова | Parish | Індивідуальна виїздка | 66.763  | 46      | Завершив виступ | Завершив виступ | Завершив виступ   | Завершив виступ | Завершив виступ | Завершив виступ | Завершив виступ   | Завершив виступ |

Конкур
У кожному з раундів спортсменам необхідно було пройти дистанцію з різною кількістю перешкод і різним лімітом часу. За кожну збиту перешкода спортсмену нараховувалося 4 штрафних бали, за перевищення ліміту часу 1 штрафне очко (за кожні 5 секунд). У фінал особистої першості могло пройти тільки три спортсмени від однієї країни. У залік командних змагань йшли три найкращі результати, показані спортсменами під час особистої першості.
| Спортсмен                                                      | Кінь               | Дисципліна            | Кваліфікація | Кваліфікація | Кваліфікація    | Кваліфікація    | Кваліфікація    | Кваліфікація    | Кваліфікація    | Кваліфікація    | Фінал           | Фінал           | Фінал            | Фінал            | Фінал            | Всього          | Всього |
| Спортсмен                                                      | Кінь               | Дисципліна            | Раунд 1      | Раунд 1      | Раунд 2         | Раунд 2         | Раунд 2         | Раунд 3         | Раунд 3         | Раунд 3         | Фінал A         | Фінал A         | Фінал B          | Фінал B          | Фінал B          | Всього          | Всього |
| Спортсмен                                                      | Кінь               | Дисципліна            | Штрафні      | Місце        | Штрафні         | Всього          | Місце           | Штрафні         | Всього          | Місце           | Штрафні         | Місце           | Штрафні          | Всього           | Місце            | Штрафні         | Місце  |
| -------------------------------------------------------------- | ------------------ | --------------------- | ------------ | ------------ | --------------- | --------------- | --------------- | --------------- | --------------- | --------------- | --------------- | --------------- | ---------------- | ---------------- | ---------------- | --------------- | ------ |
| Бйорн Нагель                                                   | Niack de l'Abbaye  | Індивідуальний конкур | 4            | 42           | 4               | 8               | 31              | 13              | 21              | 41              | Завершив виступ | Завершив виступ | Завершив виступ  | Завершив виступ  | Завершив виступ  | Завершив виступ | 41     |
| Катарина Оффель                                                | Vivant             | Індивідуальний конкур | 4            | 42           | 12              | 16              | 58              | Завершив виступ | Завершив виступ | Завершив виступ | Завершив виступ | Завершив виступ | Завершив виступ  | Завершив виступ  | Завершив виступ  | Завершив виступ | 58     |
| Олександр Онищенко                                             | Comte d'Arsouilles | Індивідуальний конкур | 18           | 70           | Завершив виступ | Завершив виступ | Завершив виступ | Завершив виступ | Завершив виступ | Завершив виступ | Завершив виступ | Завершив виступ | Завершив виступ  | Завершив виступ  | Завершив виступ  | Завершив виступ | 70     |
| Кассіо Ріветті                                                 | Temple Road        | Індивідуальний конкур | 0            | 1            | 5               | 5               | 27              | 12              | 17              | 37              | 5               | 20              | 4                | 9                | 12               | 9               | 12     |
| Олександр Онищенко Бйорн Нагель Катарина Оффель Кассіо Ріветті | Див. вище          | Командний конкур      | Н/Д          | Н/Д          | Н/Д             | Н/Д             | Н/Д             | Н/Д             | Н/Д             | Н/Д             | 21              | 14              | Завершили виступ | Завершили виступ | Завершили виступ | 21              | 14     |

Курсивом виділено членів команди, що вибувають з подальшої участі у командних змаганнях через велику кількість штрафних очок.

## Легка атлетика
Спортсменів — 77
Чоловіки
Трекові і шосейні дисципліни
| Спортсмен                              | Дисципліна            | Чвертьфінал | Чвертьфінал | Півфінали       | Півфінали       | Фінал           | Місце        |              |
| Спортсмен                              | Дисципліна            | Результат   | Місце       | Результат       | Місце           | Результат       | Місце        |              |
| -------------------------------------- | --------------------- | ----------- | ----------- | --------------- | --------------- | --------------- | ------------ | ------------ |
| Сергій Смелик Луганська область        | 200 м                 | 20,65       | 22          | Завершив виступ | Завершив виступ | Завершив виступ | 22           |              |
| Віталій Бутрим Сумська область         | 400 м                 | 47,62       | 42          | Завершив виступ | Завершив виступ | Завершив виступ | 44           |              |
| Сергій Лебідь Донецька область         | 5 000 м               | 13:53,15    | 36          | Завершив виступ | Завершив виступ | Завершив виступ | 36           |              |
| Микола Лабовський Чернівецька область  | 10 000 м              | —           | —           | —               | —               | 29:32:12        | 26           |              |
| Станіслав Мельников Одеська область    | 400 м з бар'єрами     | 50,13       | 24          | 50,19           | 19              | Завершив виступ | 19           |              |
| Вадим Слободенюк Рівненська область    | 3 000 м з перешкодами | 8:23,35     | 15          | Завершив виступ | Завершив виступ | Завершив виступ | 15           |              |
| Назар Коваленко Київська область       | Ходьба на 20 км       | —           | —           | —               | —               | 1:22:54         | 27           |              |
| Руслан Дмитренко Донецька область      | Ходьба на 20 км       | —           | —           | —               | —               | 1:23:21         | 30           |              |
| Іван Лосєв Донецька область            | Ходьба на 20 км       | —           | —           | —               | —               | 1:26:50         | 47           |              |
| Сергій Будза Київська область          | Ходьба на 50 км       | —           | —           | —               | —               | 3:56:35         | 35           |              |
| Ігор Главан Київська область           | Ходьба на 50 км       | —           | —           | —               | —               | 3:48:07         | 19           |              |
| Олексій Казанін Донецька область       | Ходьба на 50 км       | —           | —           | —               | —               | Не фінішував    | Не фінішував | Не фінішував |
| Іван Бабарика Рівненська область       | Марафон               | —           | —           | —               | —               | 2:21:52         | 59           |              |
| Віталій Шафар Волинська область        | Марафон               | —           | —           | —               | —               | 2:16:36         | 29           |              |
| Олександр Сітковський Донецька область | Марафон               | —           | —           | —               | —               | 2:12:56         | 12           |              |

Технічні дисципліни
| Спортсмен                                   | Дисципліна         | Півфінал           | Півфінал     | Фінал              | Місце        |
| Спортсмен                                   | Дисципліна         | Результат в метрах | Місце        | Результат в метрах | Місце        |
| ------------------------------------------- | ------------------ | ------------------ | ------------ | ------------------ | ------------ |
| Роман Авраменко АР Крим                     | Метання списа      | 80,06              | 14           | Завершив виступ    | 14           |
| Олександр П'ятниця Дніпропетровська область | Метання списа      | 84,72              | 4            | 84,51              | DSQ          |
| Олександр Дриголь Дніпропетровська область  | Метання молота     | 69,57              | 34           | Завершив виступ    | 34           |
| Артем Рубанко Київ                          | Метання молота     | Не фінішував       | Не фінішував | Не фінішував       | Не фінішував |
| Олексій Сокирський АР Крим                  | Метання молота     | 77,65              | 4            | 78, 25             | 4            |
| Микита Нестеренко Дніпропетровська область  | Метання диска      | 59,17              | 34           | Завершив виступ    | 34           |
| Андрій Семенов Одеська область              | Штовхання ядра     | Не фінішував       | Не фінішував | Не фінішував       | Не фінішував |
| Богдан Бондаренко Харківська область        | Стрибки у висоту   | 2,26               | 7            | 2, 29              | 7            |
| Дмитро Дем'янюк Львівська область           | Стрибки у висоту   | 2,21               | 16           | Завершив виступ    | 16           |
| Андрій Проценко Херсонська область          | Стрибки у висоту   | 2,29               | 1            | 2, 25              | 9            |
| Шериф Ель-Шериф Дніпропетровська область    | Потрійний стрибок  | 16,60              | 13           | Завершив виступ    | 13           |
| Віктор Кузнецов Київська область            | Стрибки у довжину  | 7,50               | 30           | Завершив виступ    | 30           |
| Максим Мазурик Донецька область             | Стрибки з жердиною | 5,35               | 18           | Завершив виступ    | 18           |
| Юрченко Денис Донецька область              | Стрибки з жердиною | Не фінішував       | Не фінішував | Не фінішував       | Не фінішував |

### Допінг
Міжнародний олімпійський комітет(МОК) позбавив срібної медалі літніх Олімпійських ігор-2012 у Лондоні українського метальника списа Олександра П'ятницю. Легкоатлет не пройшов повторний аналіз допінг-тесту — у пробах спортсмена було виявлено заборонений препарат дегідрохлорметілтестостерон (туринабол).
У повторній допінг-пробі росіянки Антоніни Кривошапки. Таким чином, срібло росіянок у жіночій естафеті 4х400 метрів перейде до ямайських бігунів, які посіли 3-є місце, а бронза автоматично дістанеться Україні, яка фінішувала у тому забігу четвертою.
Багатоборство — Десятиборство
| Спортсмен                           | Змагання  | 100 м | Стрибок у довжину | Штовхання ядра | Стрибок у висоту | 400 м | 110 м з бар'єрами | Метання диска | Стрибок із жердиною | Метання списи | 1500 м  | Сума очок | Місце |
| ----------------------------------- | --------- | ----- | ----------------- | -------------- | ---------------- | ----- | ----------------- | ------------- | ------------------- | ------------- | ------- | --------- | ----- |
| Олексій Касьянов Запорізька область | Результат | 10,56 | 7,55              | 14,45          | 1,99             | 48,44 | 14,09             | 46,72         | 4,60                | 54,87         | 4:33,68 | 8283      | 7     |
| Олексій Касьянов Запорізька область | Очки      | 961   | 947               | 756            | 794              | 888   | 963               | 802           | 790                 | 661           | 721     | 8283      | 7     |

Жінки
Трекові і шосейні дисципліни
| Наталія Погребняк Харківська область | 100 м                | 11,46         | 39            | Завершила виступ | Завершила виступ | Завершила виступ | 39            |               |               |               |
| Олеся Повх Запорізька область | 100 м                | 11,18         | 19            | 11,30            | 17               | Завершила виступ | 17            |               |               |               |
| Єлизавета Бризгіна Київ | 200 м                | 22,82         | 14            | 22,64            | 11               | Завершила виступ | 11            |               |               |               |
| Христина Стуй Івано-Франківська область | 200 м                | 22,66         | 7             | 22,76            | 14               | Завершила виступ | 14            |               |               |               |
| Марія Рємєнь Донецька область | 200 м                | 22,58         | 3             | 22,62            | 9                | Завершила виступ | 9             |               |               |               |
| Аліна Логвиненко Донецька область | 400 м                | 52,08         | 17            | 51,38            | 12               | Завершила виступ | 12            |               |               |               |
| Наталя Пигида Київська область | 400 м                | 51,09         | 9             | 51,41            | 14               | Завершила виступ | 14            |               |               |               |
| Юлія Кревсун Донецька область | 800 м                | Не фінішувала | Не фінішувала | Не фінішувала    | Не фінішувала    | Не фінішувала    | Не фінішувала |               |               |               |
| Лілія Лобанова Донецька область | 800 м                | Не стартувала | Не стартувала | Не стартувала    | Не стартувала    | Не стартувала    | Не стартувала |               |               |               |
| Наталія Лупу Чернівецька область | 800 м                | 2:08,35       | 25            | 2:01,63          | 18               | Завершила виступ | 18            |               |               |               |
| Ганна Міщенко Харківська область | 1500 м               | 4:13,63       | 28            | Завершила виступ | Завершила виступ | Завершила виступ | 28            |               |               |               |
| Анжеліка Шевченко Донецька область | 1500 м               | 4:12,97       | 24            | Завершила виступ | Завершила виступ | Завершила виступ | 24            |               |               |               |
| Людмила Коваленко Житомирська область | 5000 м               | 15:18,60      | 24            | Завершила виступ | Завершила виступ | Завершила виступ | 24            |               |               |               |
| Ольга Скрипак Чернігівська область | 10000 м              | Н/Д           | Н/Д           | Н/Д              | Н/Д              | 32:14,59         | 19            |               |               |               |
| Анна Ярощук Дніпропетровська область | 400 м з бар'єрами    | 54,81         | 9             | 55,51            | 12               | Завершила виступ | 12            |               |               |               |
| Ганна Тітімець Дніпропетровська область | 400 м з бар'єрами    | 55,08         | 11            | 55,10            | 9                | Завершила виступ | 9             |               |               |               |
| Світлана Шмідт Донецька область | 3000 м з перешкодами | 10:01,09      | 39            | Завершила виступ | Завершила виступ | Завершила виступ | DSQ           |               |               |               |
| Валентина Жудіна Одеська область | 3000 м з перешкодами | 9:37,90       | 22            | Завершила виступ | Завершила виступ | Завершила виступ | 22            |               |               |               |
| Олена Шумкіна Донецька область | Ходьба на 20 км      | —             | —             | —                | —                | 1:36:42          | 50            |               |               |               |
| Надія Боровська Волинська область | Ходьба на 20 км      | —             | —             | —                | —                | 1:30:03          | 16            |               |               |               |
| Ольга Яковенко Вінницька область | Ходьба на 20 км      | —             | —             | —                | —                | 1:32:07          | 27            |               |               |               |
| Олена Бурковська Рівненська область | Марафон              | —             | —             | —                | —                | 2:33:26          | 48            |               |               |               |
| Тетяна Філонюк Хмельницька область | Марафон              | —             | —             | —                | —                | Не фінішувала    | Не фінішувала | Не фінішувала | Не фінішувала | Не фінішувала |
| Тетяна Гамера-Шмирко Київська область | Марафон              | —             | —             | —                | —                | 2:24:32          | DSQ           |               |               |               |
| Єлизавета Бризгіна Київ Олеся Повх Запорізька область Марія Рємєнь Донецька область Христина Стуй Івано-Франківська область | Естафета 4 × 100 м   | —             | —             | 42,36            | 1                | 42,04            |               |               |               |               |
| Аліна Логвиненко Донецька область Ольга Земляк Рівненська область Анна Ярощук Дніпропетровська область Наталя Пигида Київська область Дарина Приступа Донецька область(**)Юлія Баралей Дніпропетровська область(**)Юлія Олішевська Черкаська область(**) | Естафета 4 × 400 м   | —             | —             | 3:25,90          | 5                | 3:23,95          | 3             |               |               |               |

Технічні дисципліни
| Спортсмен                                  | Дисципліна         | Півфінал           | Півфінал | Фінал              | Місце |
| Спортсмен                                  | Дисципліна         | Результат у метрах | Місце    | Результат у метрах | Місце |
| ------------------------------------------ | ------------------ | ------------------ | -------- | ------------------ | ----- |
| Маргарита Дорожон Дніпропетровська область | Метання списа      | 56,74              | 28       | Завершила виступ   | 28    |
| Ганна Гацько Запорізька область            | Метання списа      | 58,37              | 22       | Завершила виступ   | 22    |
| Віра Ребрик АР Крим                        | Метання списа      | 58,97              | 19       | Завершила виступ   | 19    |
| Катерина Карсак Одеська область            | Метання диска      | 58,64              | 28       | Завершила виступ   | 28    |
| Наталія Семенова Донецька область          | Метання диска      | 60,61              | 18       | Завершила виступ   | 18    |
| Ірина Новожилова Херсонська область        | Метання молота     | 65,35              | 33       | Завершила виступ   | 33    |
| Ганна Скидан Київ                          | Метання молота     | 68,50              | 19       | Завершила виступ   | 19    |
| Ганна Демидова Миколаївська область        | Потрійний стрибок  | 13,97              | 15       | Завершила виступ   | 15    |
| Ганна Князева Київ                         | Потрійний стрибок  | 14,33              | 6        | 14,56              | 4     |
| Ольга Саладуха Донецька область            | Потрійний стрибок  | 14,35              | 5        | 14, 79             |       |
| Олена Холоша Миколаївська область          | Стрибки у висоту   | 1,90               | 15       | Завершила виступ   | 15    |
| Вікторія Стьопіна Миколаївська область     | Стрибки у висоту   | 1,80               | 34       | Завершила виступ   | 34    |
| Наталія Мазурик Донецька область           | Стрибки з жердиною | 4,25               | 19       | Завершила виступ   | 19    |
| Анна Шелех Донецька область                | Стрибки з жердиною | 4,10               | 31       | Завершила виступ   | 31    |
| Вікторія Рибалко Запорізька область        | Стрибки у довжину  | 6,29               | 20       | Завершила виступ   | 20    |
| Маргарита Твердохліб Донецька область      | Стрибки у довжину  | 6,19               | 26       | Завершила виступ   | 26    |

Жінки
Комбіновані дисципліни — Семиборство
| Атлет                                | Дисципліна | 100б  | СуВ  | ШтЯ   | 200 м | СуД  | МСп   | 800 м   | Сума очок | Місце |
| ------------------------------------ | ---------- | ----- | ---- | ----- | ----- | ---- | ----- | ------- | --------- | ----- |
| Наталія Добринська Вінницька область | Результат  | 13.57 | 1.83 | 15.05 | 24.69 | 3.70 | DNS   | DNS     | 4077      | DNF   |
| Наталія Добринська Вінницька область | Очки       | 1040  | 1016 | 864   | 915   | 242  | DNS   | DNS     | 4077      | DNF   |
| Наталія Добринська Вінницька область | Місце      | 22    | 10   | 2     | 22    | 17   | DNS   | DNS     | 4077      | DNF   |
| Ганна Мельниченко Полтавська область | Результат  | 13.32 | 1.80 | 12.96 | 24.09 | 6.40 | 43.86 | 2:12.90 | 6392      | 10    |
| Ганна Мельниченко Полтавська область | Очки       | 1077  | 978  | 725   | 972   | 975  | 742   | 923     | 6392      | 10    |
| Ганна Мельниченко Полтавська область | Місце      | 10    | 13   | 25    | 11    | 3    | 22    | 11      | 6392      | 10    |
| Людмила Йосипенко Київська область   | Результат  | 13.25 | 1.83 | 13.90 | 23.68 | 6.31 | 49.63 | 2:13.28 | 6618      | 4(*)  |
| Людмила Йосипенко Київська область   | Очки       | 1087  | 1016 | 787   | 1012  | 946  | 853   | 917     | 6618      | 4(*)  |
| Людмила Йосипенко Київська область   | Місце      | 7     | 1    | 16    | 7     | 4    | 9     | 12      | 6618      | 4(*)  |

(*) За результатами змагань Людмила Йосипенко посіла третє місце, однак німецька команда подала апеляцію через дискваліфікацію їхньої спортсменки на дистанції 800 метрів. Апеляцію було задоволено, внаслідок чого німкеня піднялася на друге місце, а Йосипенко, відповідно, опустилася на 4-ту сходинку.
(**)Запасні спортсменки, які не брали участь у забігах

## Настільний теніс
Чоловіки
| Спортсмен                            | Дисципліна       | Попередній раунд   | Раунд 1                                                 | Раунд 2                                 | Раунд 3            | Раунд 4            | Чвертьфінали       | Півфінали          | Фінал              | Фінал |
| Спортсмен                            | Дисципліна       | Суперник Результат | Суперник Результат                                      | Суперник Результат                      | Суперник Результат | Суперник Результат | Суперник Результат | Суперник Результат | Суперник Результат | Місце |
| ------------------------------------ | ---------------- | ------------------ | ------------------------------------------------------- | --------------------------------------- | ------------------ | ------------------ | ------------------ | ------------------ | ------------------ | ----- |
| Олександр Дідух Чернігівська область | Одиночний розряд | Н/Д                | Агір (PAR) Перемога 11–7 7-11 10-12 11-4 11-7 7-11 11-9 | Чен В (AUT) Поразка 7–11 5-11 6-11 7-11 | Не пройшов         | Не пройшов         | Не пройшов         | Не пройшов         | Не пройшов         | 33    |
| Ярослав Жмуденко Черкаська область   | Одиночний розряд | Н/Д                | Ассар (EGY) Поразка 11-8 6-11 11-13 9-11 12-14          | Не пройшов                              | Не пройшов         | Не пройшов         | Не пройшов         | Не пройшов         | Не пройшов         | 65    |

Жінки
| Спортсмен                         | Дисципліна       | Попередній раунд   | Раунд 1                                        | Раунд 2                                                 | Раунд 3                                 | Раунд 4            | Чвертьфінали       | Півфінали          | Фінал              | Фінал |
| Спортсмен                         | Дисципліна       | Суперник Результат | Суперник Результат                             | Суперник Результат                                      | Суперник Результат                      | Суперник Результат | Суперник Результат | Суперник Результат | Суперник Результат | Місце |
| --------------------------------- | ---------------- | ------------------ | ---------------------------------------------- | ------------------------------------------------------- | --------------------------------------- | ------------------ | ------------------ | ------------------ | ------------------ | ----- |
| Маргарита Песоцька Київ           | Одиночний розряд | Н/Д                | Н/Д                                            | Рамірес (ESP) Перемога 11-7 11-9 8-11 13-11 11-6        | Лі Чж (NED) Поразка 3–11 9-11 8-11 8-11 | Не пройшла         | Не пройшла         | Не пройшла         | Не пройшла         | 17    |
| Тетяна Біленко Харківська область | Одиночний розряд | Н/Д                | Медіна (COL) Перемога 11-4 11-2 11-8 8-11 11-7 | Додеан (ROU) Поразка 11-7 11-8 5-11 11-5 7-11 9-11 2-11 | Не пройшла                              | Не пройшла         | Не пройшла         | Не пройшла         | Не пройшла         | 33    |

## Плавання
Чоловіки
| Спортсмен                                  | Дисципліна                     | Попередній заплив | Попередній заплив | Півфінал   | Півфінал   | Фінал      | Фінал      |
| Спортсмен                                  | Дисципліна                     | Час               | Місце             | Час        | Місце      | Час        | Місце      |
| ------------------------------------------ | ------------------------------ | ----------------- | ----------------- | ---------- | ---------- | ---------- | ---------- |
| Ігор Борисик Донецька область              | 200 метрів брасом              | 2:12.61           | 22                | Не пройшов | Не пройшов | Не пройшов |            |
| Ігор Червинський Харківська область        | 10 кілометрів у відкритій воді | Н/Д               | Н/Д               | Н/Д        | Н/Д        | 1:50:56.9  | 14         |
| Ілля Чуєв Запорізька область               | 200 метрів батерфляєм          | 1:59.65           | 28                | Не пройшов | Не пройшов | Не пройшов | Не пройшов |
| Валерій Димо Київ                          | 100 метрів брасом              | 1:01.27           | 23                | Не пройшов | Не пройшов | Не пройшов | Не пройшов |
| Сергій Фролов Запорізька область           | 400 метрів вільним стилем      | 3:50.63           | 16                | Н/Д        | Н/Д        | Не пройшов | Не пройшов |
| Сергій Фролов Запорізька область           | 1500 метрів вільним стилем     | 14:59.19          | 10                | Н/Д        | Н/Д        | Не пройшов | Не пройшов |
| Андрій Говоров Дніпропетровська область    | 50 метрів вільним стилем       | 22.09             | 7                 | 22.12      | 14         | Не пройшов | Не пройшов |
| Олександр Ісаков Івано-Франківська область | 100 метрів на спині            | 55.43             | 35                | Не пройшов | Не пройшов | Не пройшов | Не пройшов |
| Олександр Ісаков Івано-Франківська область | 200 метрів на спині            | 2:00.78           | 30                | Не пройшов | Не пройшов | Не пройшов | Не пройшов |
| Максим Шемберев Київ                       | 200 метрів комплексом          | 2:03.40           | 33                | Не пройшов | Не пройшов | Не пройшов | Не пройшов |
| Максим Шемберев Київ                       | 400 метрів комплексом          | 4:16.63           | 15                | Н/Д        | Н/Д        | Не пройшов | Не пройшов |

Жінки
| Спортсмен                                                                                             | Дисципліна                           | Попередній заплив | Попередній заплив | Півфінал   | Півфінал   | Фінал      | Фінал      |
| Спортсмен                                                                                             | Дисципліна                           | Час               | Місце             | Час        | Місце      | Час        | Місце      |
| --- | ------------------------------------ | ----------------- | ----------------- | ---------- | ---------- | ---------- | ---------- |
| Ольга Береснєва Донецька область                                                                      | 10 кілометрів у відкритій воді       | Н/Д               | Н/Д               | Н/Д        | Н/Д        | 1:58:44.4  | 7          |
| Ганна Дзеркаль Донецька область                                                                       | 200 метрів брасом                    | 2:27.09           | 17                | Не пройшла | Не пройшла | Не пройшла | Не пройшла |
| Ганна Дзеркаль Донецька область                                                                       | 200 метрів комплексом                | 2:14.55           | 18                | Не пройшла | Не пройшла | Не пройшла | Не пройшла |
| Ганна Дзеркаль Донецька область                                                                       | 400 метрів комплексом                | 4:48.19           | 26                | Н/Д        | Н/Д        | Не пройшла | Не пройшла |
| Марія Лівер Дніпропетровська область                                                                  | 100 метрів брасом                    | 1:11.23           | 37                | Не пройшла | Не пройшла | Не пройшла | Не пройшла |
| Дарина Степанюк Харківська область                                                                    | 50 метрів вільним стилем             | 25.70             | 33                | Не пройшла | Не пройшла | Не пройшла | Не пройшла |
| Дарина Зевіна Київ                                                                                    | 100 метрів на спині                  | 1:00.57           | 18                | Не пройшла | Не пройшла | Не пройшла | Не пройшла |
| Дарина Зевіна Київ                                                                                    | 200 метрів на спині                  | 2:09.40           | 9                 | 2:09.70    | 12         | Не пройшла | Не пройшла |
| Дарина Зевіна КиївГанна Дзеркаль Донецька областьДарина Степанюк Харківська областьІрина Главник Київ | Естафета 4×200 метрів вільним стилем | 8:12.67           | 15                | Н/Д        | Н/Д        | Не пройшли | Не пройшли |

## Синхронне плавання
Спортсменів — 2
| Спортсменки                                                      | Змагання | Технічна програма | Технічна програма | Півфінал довільної програми | Півфінал довільної програми | Півфінал довільної програми | Півфінал довільної програми | Фінал довільної програми | Фінал довільної програми | Всього очок | Місце |
| Спортсменки                                                      | Змагання | Очки              | Місце             | Очки                        | Місце                       | Всього очок                 | Місце                       | Очки                     | Місце                    | Всього очок | Місце |
| ---------------------------------------------------------------- | -------- | ----------------- | ----------------- | --------------------------- | --------------------------- | --------------------------- | --------------------------- | ------------------------ | ------------------------ | ----------- | ----- |
| Ксенія Сидоренко Харківська областьДар'я Юшко Харківська область | Дуети    | 92,200            | 6                 | 92,140                      | 6                           | 184,340                     | 6                           | 92,670                   | 6                        | 184,870     | 6     |

## Стрибки у воду
Спортсменів — 15
Чоловіки
| Спортсмени                                                          | Змагання                     | Чвертьфінал | Чвертьфінал | Півфінал  | Півфінал | Фінал           | Місце |
| Спортсмени                                                          | Змагання                     | Результат   | Місце       | Результат | Місце    | Результат       | Місце |
| ------------------------------------------------------------------- | ---------------------------- | ----------- | ----------- | --------- | -------- | --------------- | ----- |
| Кваша Ілля Миколаївська область                                     | Трамплін, 3 метри            | 470,25      | 6           | 478,60    | 7        | 462,25          | 8     |
| Пригоров Олексій Харківська область                                 | Трамплін, 3 метри            | 439,8       | 17          | 414,15    | 16       | Завершив виступ | 16    |
| Олександр Бондар Київ                                               | Вишка, 10 метрів             | 481,65      | 7           | 496,30    | 11       | 442,70          | 12    |
| Захаров Антон Запорізька область                                    | Вишка, 10 метрів             | 451,35      | 12          | 464,70    | 15       | Завершив виступ | 15    |
| Ілля Кваша Миколаївська область Олексій Пригоров Харківська область | Синхронний трамплін, 3 метри | —           | —           | —         | —        | 434,22          | 4     |
| Олександр Горшковозов Луганська область Олександр Бондар Київ       | Синхронна вишка, 10 метрів   | —           | —           | —         | —        | 433,32          | 8     |

Жінки
| Спортсмени                                                              | Змагання                     | Чвертьфінал | Чвертьфінал | Півфінал         | Півфінал         | Фінал            | Місце |
| Спортсмени                                                              | Змагання                     | Результат   | Місце       | Результат        | Місце            | Результат        | Місце |
| ----------------------------------------------------------------------- | ---------------------------- | ----------- | ----------- | ---------------- | ---------------- | ---------------- | ----- |
| Федорова Олена Миколаївська область                                     | Трамплін, 3 метри            | 308,70      | 14          | 314,70           | 12               | 317,80           | 9     |
| Письменська Ганна Луганська область                                     | Трамплін, 3 метри            | 271,50      | 21          | Завершила виступ | Завершила виступ | Завершила виступ | 21    |
| Прокопчук Юлія Київ                                                     | Вишка, 10 метрів             | 324,85      | 11          | 315,80           | 12               | 344,55           | 12    |
| Письменська Ганна Луганська область Федорова Олена Миколаївська область | Синхронний трамплін, 3 метри | —           | —           | —                | —                | 302,40           | 6     |
| Потєхіна Вікторія Запорізька область Прокопчук Юлія Київ                | Синхронна вишка, 10 метрів   | —           | —           | —                | —                | 299,64           | 8     |

## Стрільба
Чоловіки
| Спортсмен                               | Дисципліна                       | Кваліфікація | Кваліфікація | Фінал        | Фінал        |
| Спортсмен                               | Дисципліна                       | Очки         | Місце        | Очки         | Місце        |
| --------------------------------------- | -------------------------------- | ------------ | ------------ | ------------ | ------------ |
| Артур Айвазян АР Крим                   | Гвинтівка з трьох положень, 50 м | 1168         | 10 (*)       | Не проходить | Не проходить |
| Артур Айвазян АР Крим                   | Гвинтівка лежачи, 50 м           | 593          | 21           | Не проходить | Не проходить |
| Артур Айвазян АР Крим                   | Пневматична гвинтівка, 10 м      | 593          | 19           | Не проходить | Не проходить |
| Роман Бондарук Львівська область        | Швидкісний пістолет, 25 м        | 579          | 12           | Не проходить | Не проходить |
| Денис Кушніров Дніпропетровська область | Пневматичний пістолет, 10 м      | 577          | 19           | Не проходить | Не проходить |
| Олег Омельчук Рівненська область        | Пістолет, 50 м                   | 548          | 29           | Не проходить | Не проходить |
| Олег Омельчук Рівненська область        | Пневматичний пістолет, 10 м      | 583          | 6            | 683.6        | 5            |
| Сергій Куліш Чернігівська область       | Гвинтівка з трьох положень, 50 м | 1166         | 14           | Не проходить | Не проходить |
| Сергій Куліш Чернігівська область       | Гвинтівка лежачи, 50 м           | 583          | 49           | Не проходить | Не проходить |
| Сергій Куліш Чернігівська область       | Пневматична гвинтівка, 10 м      | 593          | 18           | Не проходить | Не проходить |

(*) Артур Айвазян не пройшов перестрілку, що відбувалася між чотирма учасниками, які набрали однакову кількість очок у кваліфікації.
Жінки
| Спортсмен                           | Дисципліна                       | Кваліфікація | Кваліфікація | Фінал        | Фінал        |
| Спортсмен                           | Дисципліна                       | Очки         | Місце        | Очки         | Місце        |
| ----------------------------------- | -------------------------------- | ------------ | ------------ | ------------ | ------------ |
| Олена Костевич Чернігівська область | Пістолет, 25 м                   | 585          | 5            | 788.6        | 3            |
| Олена Костевич Чернігівська область | Пневматичний пістолет, 10 м      | 387          | 2            | 486.6        | 3            |
| Дарія Шарипова Черкаська область    | Гвинтівка з трьох положень, 50 м | 573          | 38           | Не проходить | Не проходить |
| Дарія Шарипова Черкаська область    | Пневматична гвинтівка, 10 м      | 395          | 13           | Не проходить | Не проходить |
| Дар'я Тихова АР Крим                | Гвинтівка з трьох положень, 50 м | 577          | 26           | Не проходить | Не проходить |
| Дар'я Тихова АР Крим                | Пневматична гвинтівка, 10 м      | 394          | 23           | Не проходить | Не проходить |

## Стрільба з лука
Чоловіки
| Спортсмен                                                                                      | Дисципліна             | Попередній раунд | Попередній раунд | Раунд 1/32                         | Раунд 1/16                        | Раунд 1/8                                  | Чверть- фінали                           | Півфінали          | Фінал              | Фінал        |
| Спортсмен                                                                                      | Дисципліна             | Результат        | Місце            | Суперник Результат                 | Суперник Результат                | Суперник Результат                         | Суперник Результат                       | Суперник Результат | Суперник Результат | Місце        |
| ---------------------------------------------------------------------------------------------- | ---------------------- | ---------------- | ---------------- | ---------------------------------- | --------------------------------- | ------------------------------------------ | ---------------------------------------- | ------------------ | ------------------ | ------------ |
| Дмитро Грачов Львівська область (3)                                                            | Індивідуальна першість | 665              | 28               | Франджиллі (ITA) (34) Перемога 7-3 | Фурукава (JPN) (32) Поразка 4-6   | Не проходить                               | Не проходить                             | Не проходить       | Не проходить       | Не проходить |
| Маркіян Івашко Львівська область (7)                                                           | Індивідуальна першість | 667              | 24               | Куеста (ESP) (45) Перемога 6-4     | Міо Аунг (MYA) (363) Перемога 7-1 | Го (TPE) (35) Поразка 0-6                  | Не проходить                             | Не проходить       | Не проходить       | Не проходить |
| Віктор Рубан Харківська область (23)                                                           | Індивідуальна першість | 660              | 43               | Лю (CHN) (125) Перемога 6-5        | Чжень (TPE) (145) Перемога 6-0    | Прево (FRA) (9) Перемога 6-4               | О Джин Хек (KOR) (8) Поразка 1-7         | Не проходить       | Не проходить       | Не проходить |
| Дмитро Грачов Львівська областьМаркіян Івашко Львівська областьВіктор Рубан Харківська область | Командна першість      | 1992             | 9                | Н/Д                                | Н/Д                               | Велика Британія (GBR) (8) Перемога 223-212 | Південна Корея (KOR) (1) Поразка 220-227 | Не проходять       | Не проходять       | Не проходять |

Жінки
| Спортсмен                                                                                                  | Дисципліна             | Попередній раунд | Попередній раунд | Раунд 1/32                                     | Раунд 1/16         | Раунд 1/8                        | Чверть- фінали     | Півфінали          | Фінал              | Фінал        |
| Спортсмен                                                                                                  | Дисципліна             | Результат        | Місце            | Суперник Результат                             | Суперник Результат | Суперник Результат               | Суперник Результат | Суперник Результат | Суперник Результат | Місце        |
| --- | ---------------------- | ---------------- | ---------------- | ---------------------------------------------- | ------------------ | -------------------------------- | ------------------ | ------------------ | ------------------ | ------------ |
| Катерина Палеха Львівська область (83)                                                                     | Індивідуальна першість | 624              | 51               | Лік (USA) (7) Поразка 2-6                      | Не проходить       | Не проходить                     | Не проходить       | Не проходить       | Не проходить       | Не проходить |
| Тетяна Дорохова Чернівецька область (116)                                                                  | Індивідуальна першість | 599              | 59               | Каніе (JPN) (332) Поразка 1-7                  | Не проходить       | Не проходить                     | Не проходить       | Не проходить       | Не проходить       | Не проходить |
| Лідія Січенікова Чернівецька область (56)                                                                  | Індивідуальна першість | 645              | 32               | Тимофєєва (BLR) (33) Поразка 5-6 (перестрілка) | Не проходить       | Не проходить                     | Не проходить       | Не проходить       | Не проходить       | Не проходить |
| Тетяна Дорохова Чернівецька область Катерина Палеха Львівська область Лідія Січенікова Чернівецька область | Командна першість      | 1868             | 12               | Н/Д                                            | Н/Д                | Японія (JPN) (5) Поразка 192-207 | Не проходять       | Не проходять       | Не проходять       | Не проходять |

## Сучасне п'ятиборство
| Спортсмен                             | Дисципліна | Фехтування (шпага, один дотик) | Фехтування (шпага, один дотик) | Фехтування (шпага, один дотик) | Плавання (200 м вільним стилем) | Плавання (200 м вільним стилем) | Плавання (200 м вільним стилем) | Верхова їзда (конкур)             | Верхова їзда (конкур) | Верхова їзда (конкур) | Комбіновано: стрільба/біг (10 м, пневматичний пістолет)/(3000 м) | Комбіновано: стрільба/біг (10 м, пневматичний пістолет)/(3000 м) | Комбіновано: стрільба/біг (10 м, пневматичний пістолет)/(3000 м) | Комбіновано: стрільба/біг (10 м, пневматичний пістолет)/(3000 м) | Комбіновано: стрільба/біг (10 м, пневматичний пістолет)/(3000 м) | Всього очок | Фінальне місце |
| Спортсмен                             | Дисципліна | Результат                      | Очки                           | Місце                          | Час                             | Очки                            | Місце (Заг.)                    | Штрафні очки                      | Очки                  | Місце (Заг.)          | СЧС                                                              | СЧБ                                                              | Час                                                              | Очки                                                             | Місце                                                            | Всього очок | Фінальне місце |
| ------------------------------------- | ---------- | ------------------------------ | ------------------------------ | ------------------------------ | ------------------------------- | ------------------------------- | ------------------------------- | --------------------------------- | --------------------- | --------------------- | ---------------------------------------------------------------- | ---------------------------------------------------------------- | ---------------------------------------------------------------- | ---------------------------------------------------------------- | ---------------------------------------------------------------- | ----------- | -------------- |
| Дмитро Кірпулянський Донецька область | Чоловіки   | 17W - 18L                      | 808                            | 13                             | 2:04.83                         | 1304                            | 16 (21)                         | 560 (Obs) +300 (T) (150.00 с DNF) | 340                   | 35 (35)               | +2:56.07                                                         | +3:15.78                                                         | +1:01.88                                                         | 2288                                                             | 28                                                               | 4740        | 35             |
| Павло Тимощенко Київ                  | Чоловіки   | 13W - 22L                      | 712                            | 33                             | 2:08.15                         | 1264                            | 1 (23)                          | 60 (Obs) +0 (T)                   | 1140                  | 14 (27)               | +1:39.44                                                         | +1:41.35                                                         | +31.45                                                           | 2408                                                             | 15                                                               | 5524        | 23             |
| Вікторія Терещук Луганська область    | Жінки      | 14W - 21L                      | 736                            | 28                             | 2:16.07                         | 1168                            | 8 (25)                          | 80 (Obs) +52 (T)                  | 1068                  | 26 (24)               |                                                                  |                                                                  |                                                                  |                                                                  |                                                                  | 2972        | 24             |
| Ірина Хохлова Донецька область        | Жінки      | 18W - 17L                      | 832                            | 16                             | 2:16.22                         | 1168                            | 9 (14)                          | 0                                 | 1200 (*)              | 1 (6)                 |                                                                  |                                                                  |                                                                  |                                                                  |                                                                  | 3200        | 6              |

(*) Ірина Хохлова стала єдиною учасницею з 36, яка змогла пройти конкур ідеально, отримавши максимум – 1200 очок.

## Теніс
Спортсменів — 2
| Спортсмен                | Змагання                   | 1/32                                    | 1/16             | 1/8              | Чвертьфінал      | Півфінал         | Матч за 3-е місце | Фінал            | Місце |
| Спортсмен                | Змагання                   | Суперник Рахунок                        | Суперник Рахунок | Суперник Рахунок | Суперник Рахунок | Суперник Рахунок | Суперник Рахунок  | Суперник Рахунок | Місце |
| ------------------------ | -------------------------- | --------------------------------------- | ---------------- | ---------------- | ---------------- | ---------------- | ----------------- | ---------------- | ----- |
| Стаховський Сергій Київ  | Чоловічий одиночний турнір | Ллейтон Г'юїтт (AUS) Поразка 3:6 :4 3:6 | Завершив виступ  | Завершив виступ  | Завершив виступ  | Завершив виступ  | Завершив виступ   | Завершив виступ  | 33    |
| Бондаренко Катерина Київ | Жіночий одиночний турнір   | Петра Квітова (CZE) Поразка 4:6 7:5 4:6 | Завершила виступ | Завершила виступ | Завершила виступ | Завершила виступ | Завершила виступ  | Завершила виступ | 33    |

## Тріатлон
| Спортсмен                            | Дисципліна | Плавання, 1,5 км | Плавання, 1,5 км | Перехід 1 | Перехід 1     | Велосипед, 40 км | Велосипед, 40 км | Перехід 2     | Перехід 2     | Біг, 10 км    | Біг, 10 км    | Кінцевий результат | Кінцевий результат |
| Спортсмен                            | Дисципліна | Час              | Місце            | Час       | Місце         | Час              | Місце            | Час           | Місце         | Час           | Місце         | Час                | Місце              |
| ------------------------------------ | ---------- | ---------------- | ---------------- | --------- | ------------- | ---------------- | ---------------- | ------------- | ------------- | ------------- | ------------- | ------------------ | ------------------ |
| Данило Сапунов Житомирська область   | Чоловіки   | 18:08            |                  | 0:42      |               | 59:35            |                  | 0:29          |               | 32:38         |               | 1:51:32            | 42                 |
| Юлія Єлістратова Житомирська область | Жінки      | 20:50            |                  | 0:46      | не фінішувала | не фінішувала    | не фінішувала    | не фінішувала | не фінішувала | не фінішувала | не фінішувала | не фінішувала      | не фінішувала      |

## Тхеквондо
Чоловіки
| Спортсмен                           | Дисципліна | Попередній раунд                 | Чвертьфінал               | Півфінал           | Втішний поєдинок            | Фінал              | Місце |
| Спортсмен                           | Дисципліна | Суперник Результат               | Суперник Результат        | Суперник Результат | Суперник Результат          | Суперник Результат | Місце |
| ----------------------------------- | ---------- | -------------------------------- | ------------------------- | ------------------ | --------------------------- | ------------------ | ----- |
| Григорій Гусаров Харківська область | до 68 кг   | Кемпбелл (AUS) Перемога 10-6 PTF | Тазегул (TUR) Поразка 2-9 | Не проходить       | Дженнінгс (USA) Поразка 2-3 | Не проходить       | 5     |

Жінки
| Спортсмен                        | Дисципліна  | Попередній раунд            | Чвертьфінал                 | Півфінал           | Втішний поєдинок   | Фінал              | Місце        |
| Спортсмен                        | Дисципліна  | Суперник Результат          | Суперник Результат          | Суперник Результат | Суперник Результат | Суперник Результат | Місце        |
| -------------------------------- | ----------- | --------------------------- | --------------------------- | ------------------ | ------------------ | ------------------ | ------------ |
| Марина Конєва Харківська область | понад 67 кг | Давані (JOR) Перемога 18-13 | Ернандес (CUB) Поразка 2-16 | Не проходить       | Не проходить       | Не проходить       | Не проходить |

## Фехтування
Після поєдинку у фіналі на питання "Який бій був найважчим?" Шемякіна відповіла:
|  | Швидше за все, перший, адже я тільки входила в колію, налаштовувалася на суперниць, але я згадувала, що мені говорили тренери, тому все так добре і вийшло. |

Чоловіки
| Спортсмен                           | Дисципліна          | Раунд 1/64       | Раунд 1/32                     | Раунд 1/16       | Чвертьфінал      | Півфінал         | Фінал            | Місце |
| Спортсмен                           | Дисципліна          | Суперник Рахунок | Суперник Рахунок               | Суперник Рахунок | Суперник Рахунок | Суперник Рахунок | Суперник Рахунок | Місце |
| ----------------------------------- | ------------------- | ---------------- | ------------------------------ | ---------------- | ---------------- | ---------------- | ---------------- | ----- |
| Дмитро Карюченко Харківська область | Індивідуальна шпага | Н/Д              | Борель (FRA) Поразка 10-15     | Не пройшов       | Не пройшов       | Не пройшов       | Не пройшов       | 17    |
| Дмитро Бойко Хмельницька область    | Індивідуальна шабля | Н/Д              | Думітреску (ROU) Поразка 12-15 | Не пройшов       | Не пройшов       | Не пройшов       | Не пройшов       | 17    |

Жінки
| Спортсмен | Дисципліна           | Раунд 1/64                   | Раунд 1/32                   | Раунд 1/16                  | Чвертьфінал                 | Півфінал                      | Фінал                        | Місце |
| Спортсмен | Дисципліна           | Суперник Рахунок             | Суперник Рахунок             | Суперник Рахунок            | Суперник Рахунок            | Суперник Рахунок              | Суперник Рахунок             | Місце |
| --- | -------------------- | ---------------------------- | ---------------------------- | --------------------------- | --------------------------- | ----------------------------- | ---------------------------- | ----- |
| Олена Кривицька Київ | Індивідуальна шпага  | Сканлан (USA) Перемога 15-13 | Мерою (ROU) Поразка 10-15    | Не пройшла                  | Не пройшла                  | Не пройшла                    | Не пройшла                   | 17    |
| Ксенія Пантелєєва Львівська область                                                                                     | Індивідуальна шпага  | Йонг (HKG) Перемога 15-11    | Лі (CHN) Поразка 10-15       | Не пройшла                  | Не пройшла                  | Не пройшла                    | Не пройшла                   | 17    |
| Яна Шемякіна Львівська область                                                                                          | Індивідуальна шпага  | Н/Д                          | Шутова (RUS) Перемога 15-12  | Бринзе (ROU) Перемога 14-13 | Герман (ROU) Перемога 15-14 | Сунь (CHN) Перемога 14-13     | Хайдеманн (GER) Перемога 9-8 | 1     |
| Олена Кривицька КиївКсенія Пантелєєва Львівська областьЯна Шемякіна Львівська областьАнфіса Почкалова Львівська область | Командна шпага       | Н/Д                          | Н/Д                          | Н/Д                         | Росія (RUS) Поразка 34-45   | Німеччина (GER) Поразка 36-45 | Італія (ITA) Поразка 40-45   | 8     |
| Ольга Лелейко Київ | Індивідуальна рапіра | Хелфауї (ALG) Перемога 15-4  | Нам (KOR) Поразка 9-15       | Не пройшла                  | Не пройшла                  | Не пройшла                    | Не пройшла                   | 17    |
| Ольга Харлан Миколаївська область                                                                                       | Індивідуальна шабля  | Н/Д                          | Чомакова (BUL) Перемога 15-8 | Мікіна (AZE) Перемога 15-10 | Веккі (ITA) Перемога 15-9   | Вєлікая (RUS) Поразка 12-15   | Загуніс (USA) Перемога 15-10 | 3     |